# Divadlo na Vinohradech

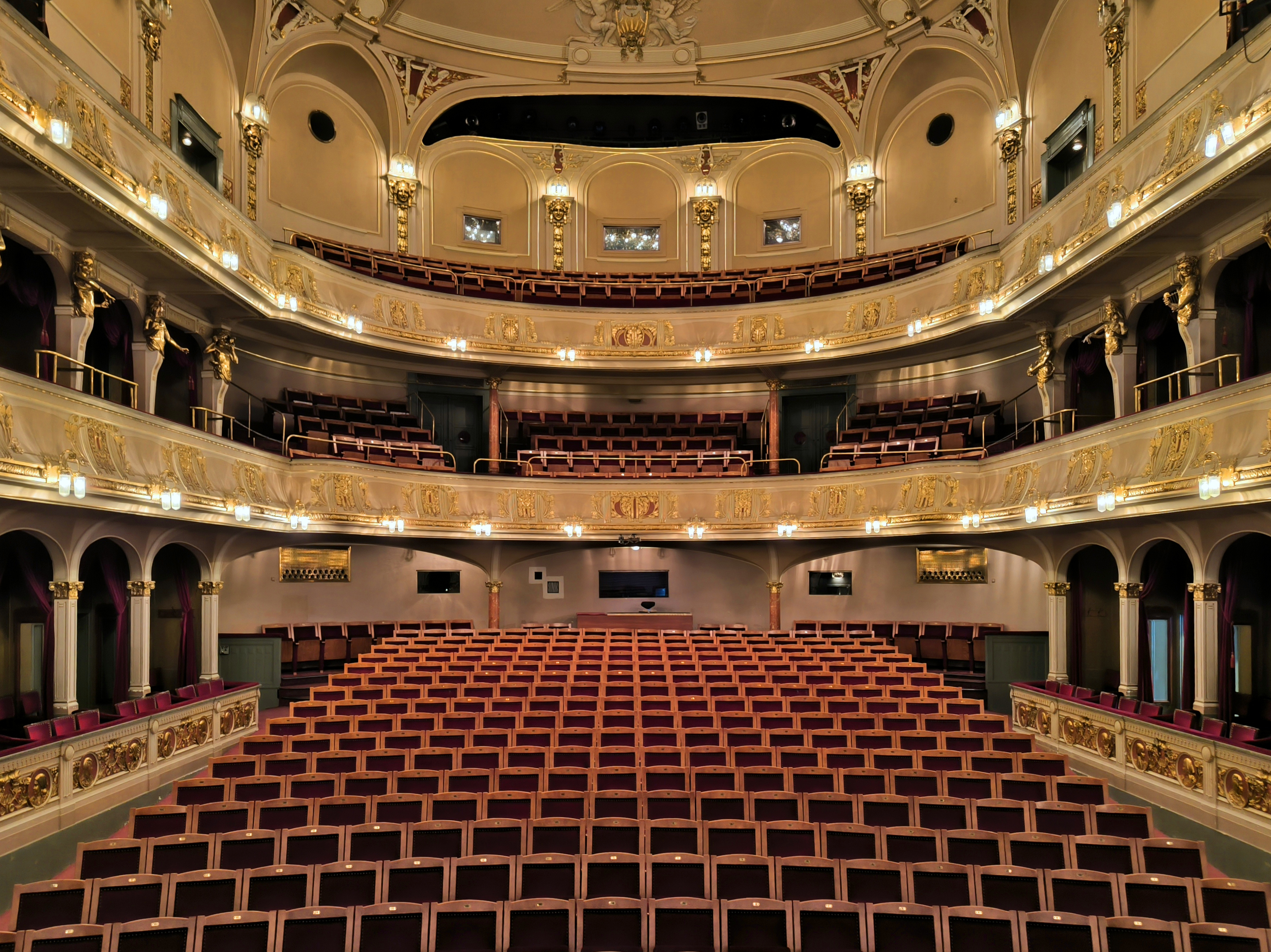
hlediště divadla

Divadlo na Vinohradech je jedna z hlavních uměleckých scén v Praze a největší ryze činoherní divadlo v Česku.
Budova divadla převážně ve stylu novorenesance se secesními prvky z roku 1907 se nachází na náměstí Míru v městské části Praha 2 na Vinohradech (součást Městské památkové zóny Vinohrady, Žižkov, Vršovice), pokladna a obchodní oddělení v přilehlé Ibsenově ulici, dílny v Korunní ulici u Orionky.
Divadlo má právní formu příspěvkové organizace, jejím formálním zřizovatelem je hlavní město Praha. V čele divadla stojí ředitel, kterým je od roku 2012 herec, režisér a senátor Tomáš Töpfer (v divadle hrál již v letech 1987–1998). Post uměleckého šéfa zastává Juraj Deák, šéfdramaturgem je Jan Vedral (předtím působil v divadle jako dramaturg a šéfdramaturg v letech 1985–1990 a 1994–1998). 
Umělecký program si dává za cíl v návaznosti na dlouhou tradici uvádět inscenace velké činohry, která stojí na interpretaci hodnotných dramatických textů a na hereckém umění. Repertoár divadla čítá kolem 15 žánrově rozmanitých inscenací, každou sezonu se uskuteční okolo 5 premiér. Umělecký soubor tvoří zhruba 40 členů, kolem 25 umělců vystupuje pohostinsky.
Inscenace jsou uváděny v hlavní budově na Velké scéně s kapacitou 621 míst a Studiové scéně (bývalá Zkušebna) s kapacitou 60 míst. Hry Studiové scény tvoří od roku 2012 cyklus Česká a slovenská komorní hra. Divadlo připravuje i exkluzivní "site specific" projekty s nižším počtem repríz (Kdokoli v kostele sv. Anny, Terezka v kostele sv. Šimona a Judy). Obvyklé začátky večerních představení jsou v 19 hodin, odpoledních  ve 14 hodin a dopoledních v 10.30.
Vedle volného prodeje vstupenek nabízí divadlo sezonní abonmá, uplatnit lze dárkové poukazy a permanentky. Členský program pro diváky funguje jako Klub přátel Divadla na Vinohradech. Divadlo spravuje vlastní umělecký archiv, který poskytuje badatelské služby.
Divadlo na Vinohradech vydává stejnojmenný divadelní měsíčník s periodicitou 10 čísel za rok, který vychází jako příloha Hospodářských novin.
V sezoně 2025/2026 se kvůli plánované rekonstrukci budovy divadelní provoz přesune do Radiopaláce na Vinohradské třídě č. 40 a divadlo nevypíše abonmá. Podle předpokladu budou moci diváci zhlédnout představení na původním místě do prosince 2025, v novém prostoru by se mělo začít hrát v březnu 2026.

## Historie
Budova divadla byla postavena v letech 1905–1907 staviteli Janem Majerem a Josefem Veselým podle návrhu architekta Aloise Čenského. Původní návrh budovy byl připraven v novorenesančním stylu, ale ještě během projektování byl architektem obohacen o secesní prvky.
Alegorické postavy na pylonech nad středovým průčelím budovy mají název Statečnost (anděl se vztyčeným mečem) a Pravda (anděl se zrcadlem); jejich autorem je Milan Havlíček.
Divadlo bylo slavnostně otevřeno 24. listopadu 1907. Prvním představením byla hra Jaroslava Vrchlického Godiva v režii F. A. Šuberta s výpravou Josefa Weniga. Kromě činohry působil v divadle zpočátku i operní a operetní soubor, a to do roku 1919.
| „                   | Městské divadlo na Královských Vinohradech, to bylo tenkrát, pane, nějaké divadlo! Hned po Národním ze všech nejznámější a nejrenomovanější. A díky Hilarových hercům a režiím možná tehdy i přitažlivější než Národní. | “ |
| — František Kovářík | |   |

### Historické názvy divadla
- Městské divadlo Královských Vinohradů, 1907–1922
- Městské divadlo na Královských Vinohradech, 1922–1941, 1943, 1945–1950
- Městské komorní divadlo 1929–1945, 1946–50
- Městské divadlo Na poříčí 1941–1945
- Divadlo J. K. Tyla 1944
- Městské lidové divadlo v Karlíně 1945
- Divadlo československé armády 1950–1954, 1960–1966
- Ústřední divadlo československé armády 1954–1960
- Divadlo na Vinohradech od 1966

### Ředitelé
- František Adolf Šubert (1907–1908)
- Václav Štech (1909–1913)
- František Fuksa (1913–1935)
- Bedřich Jahn (1935–1940)
- Vladimír Říha (1940–1944)
- František Götz (1944–1945)
- Jiří Frejka (1945–1950)
- František Prček (1950–1952)
- Antonín Štrof (1952–1960)
- Luboš Pistorius (1960–1965)
- František Pavlíček (1965–1970)
- Zdeněk Míka (1970–1988)
- František Laurin (1988–1990)
- Jiřina Jirásková (1990–2000)
- Jindřich Gregorini (2000–2012)
- Tomáš Töpfer (od roku 2012)

### Režiséři
K významným režisérům meziválečného období patřil např. Jaroslav Kvapil, působící ve Vinohradském divadle v letech 1921–1928. Za jeho působení pracoval v divadle jako dramaturg Karel Čapek (v letech 1921–1923).
K dalším významným režisérům v historii Vinohradského divadla patřili (v abecedním pořadí) např.:
- Jan Bor (1924–1939)
- Juraj Deák (od roku 2012)
- Jaroslav Dudek (1962–1992)
- Jiří Frejka (1945–1950)
- Gabriel Hart (1912–1925, 1930–1948)
- Karel Hugo Hilar (1910–1920)
- František Hlavatý (1907–1933)
- Václav Hudeček (1968–1970)
- Karel Jernek (1943–1947)
- Jan Kačer (1986–1990)
- Antonín Kandert (1925–1959)
- František Laurin (1988–1991)
- Jiří Menzel (1995–2003)
- Zdeněk Míka (1970–1988)
- Gustav Oplustil (1953–1958)
- Luboš Pistorius (1960–1971)
- Jiří Plachý starší (1929–1948)
- Jaromír Pleskot (1945–1950)
- Aleš Podhorský (1950–1953)
- Jan Port (1921–1945)
- Alfréd Radok (1939–1940, 1943–1944)
- Stanislav Remunda (1952–1991)
- František Salzer (1930–1945)
- Bohuš Stejskal (1923–1948)
- Jan Strejček (1954–1961, 1976–1984)
- Martin Stropnický (2003–2012)
- Miloslav Stehlík (1955–1966)
- Jan Škoda (1951–1960)
- Václav Špidla (1948–1950)
- Daniel Špinar (2008–2010)
- František Štěpánek (1957–1988)
- Tomáš Töpfer (od roku 2012)
- Jan Zelenka (1907–1925)

#### Galerie

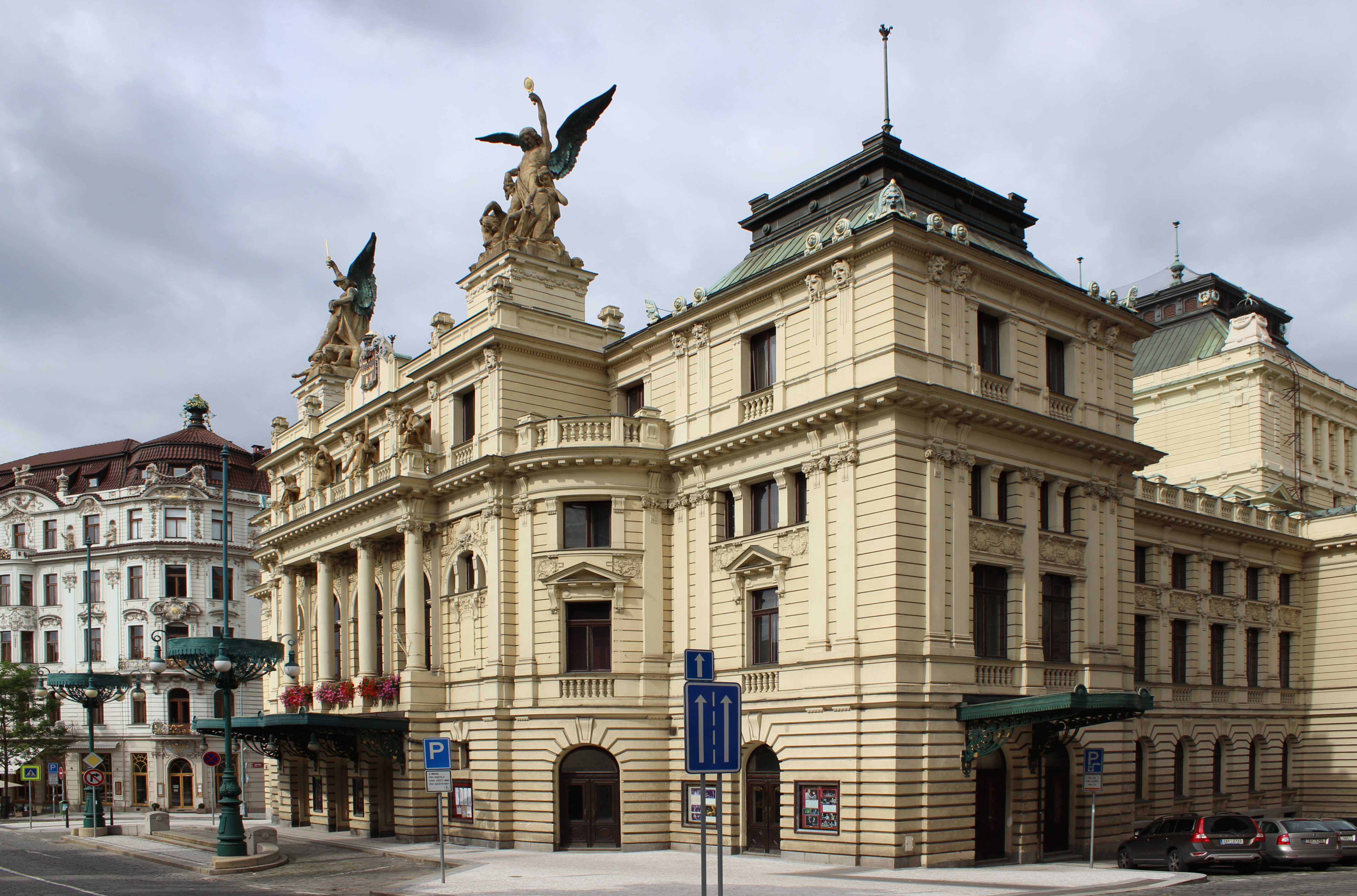
Divadlo na Vinohradech
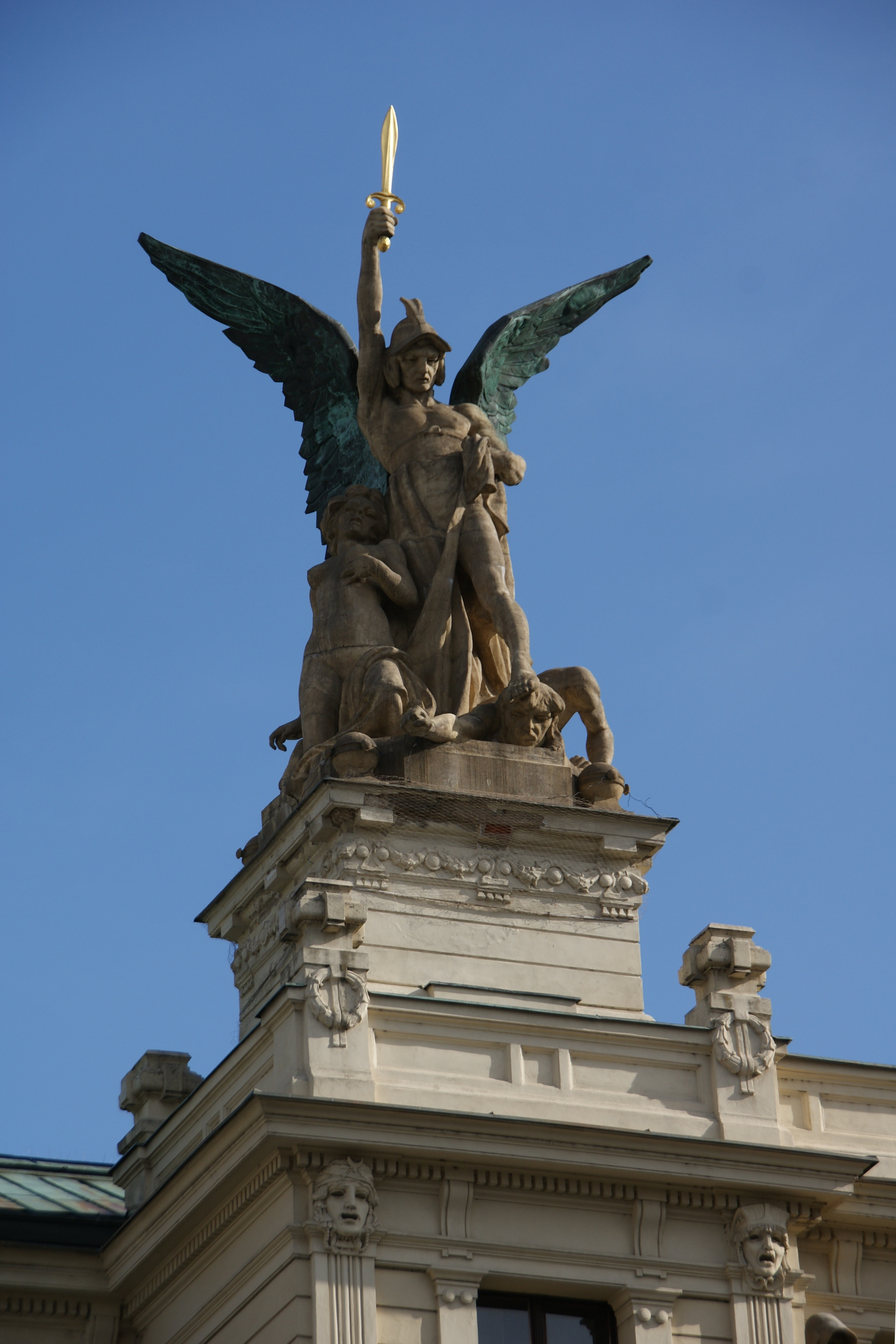
Alegorie statečnosti od Milana Havlíčka (Statečnost)
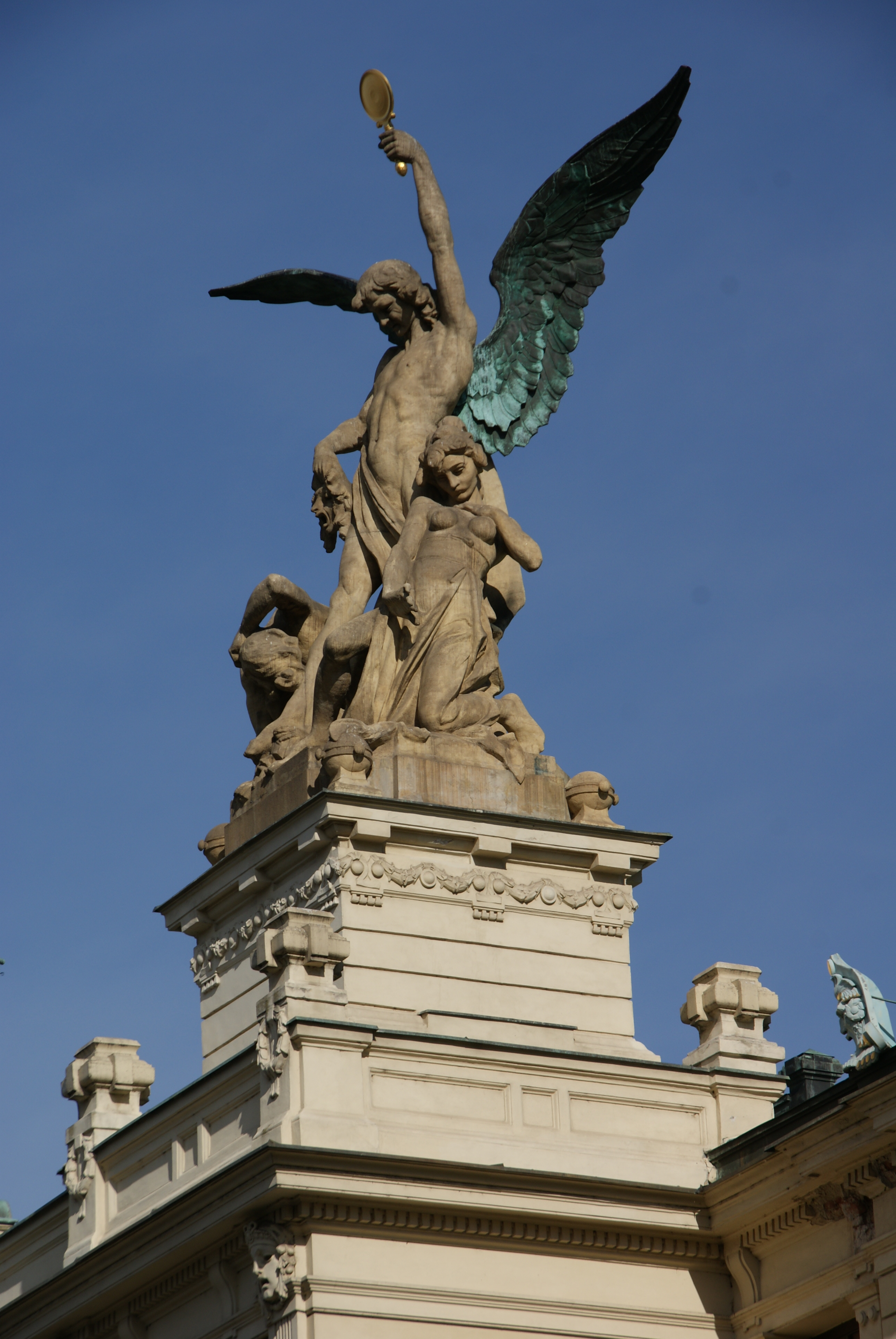
Alegorie pravdy od Milana Havlíčka (Pravda)

## Umělecký soubor

### Herci
- Marek Adamczyk (člen 2017–2023, host od 2023)
- Daniel Bambas (člen 2004–2024, host 2002–2004 a od 2024)
- Igor Bareš (člen od 2015)
- Vojtěch Bartoš (host od 2014)
- Jan Battěk (host 2005–2012 a od 2015)
- František Beleš (člen od 2024)
- Dominick Benedikt (člen od 2017)
- Ondřej Brousek (člen 2013–2023, host od 2023)
- Otakar Brousek mladší (host 1974 a 2012–2013, člen od 2013)
- Petr Matyáš Cibulka (člen od 2022)
- Tomáš Dastlík (host 2014–2015, člen od 2015)
- Václav Hanzl (host od 2025)
- Marek Holý (člen od 2012)
- Viktor Javořík (člen 2017–2025, host 2015–2017 a od 2025)
- Lukáš Kofroň (host)
- Petr Kostka (člen 1994–2010, host od 2010)
- Jan Krafka (člen od 2020)
- Ondřej Kraus (člen od 2018)
- Kryštof Krhovják (host od 2024)
- Marek Lambora (člen 2015–2024, host od 2024)
- Martin Leták (host od 2016)
- Jiří Maryško (host 2014–2015, člen od 2015)
- Stanislav Moskvin (člen od 2022)
- Pavel Nečas (člen 2015–2019, host od 2019)
- Zdeněk Palusga (člen od 2020)
- Jiří Panzner (člen 2024–2025, host od 2025)
- Tomáš Pavelka (člen 2016–2024, host od 2024)
- Aleš Petráš (člen od 2021)
- Aleš Procházka (člen od 2018)
- Kryštof Rímský (host 2006, člen od 2020)
- Pavel Rímský (člen od 1997)
- Jiří Roskot (člen 2019–2025, host od 2025)
- Jaroslav Satoranský (člen od 1966)
- Svatopluk Skopal (člen od 1976)
- David Steigerwald (host 2011–2013, člen od 2013)
- Václav Svoboda (člen od 2013)
- Václav Šamárek (host od 2020)
- Jiří Šesták (host 2002 a od 2020)
- Jan Šťastný (člen od 1992)
- Tomáš Töpfer (člen 1987–1998, host od 2012)
- Václav Vydra (host 1974 a 1976, člen od 1995)
- Erik Zabrucký (člen od 2024)

#### Galerie

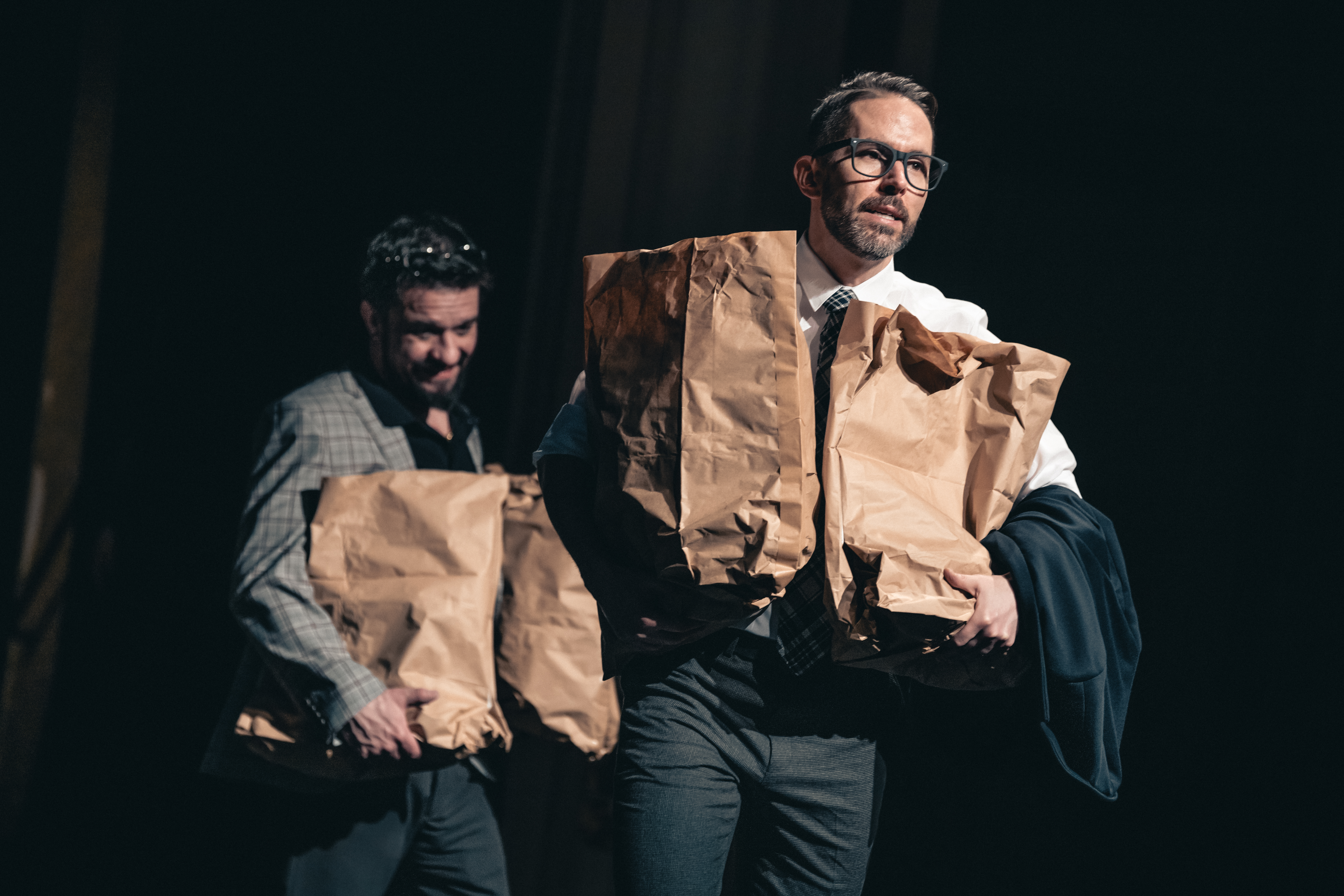
Daniel Bambas
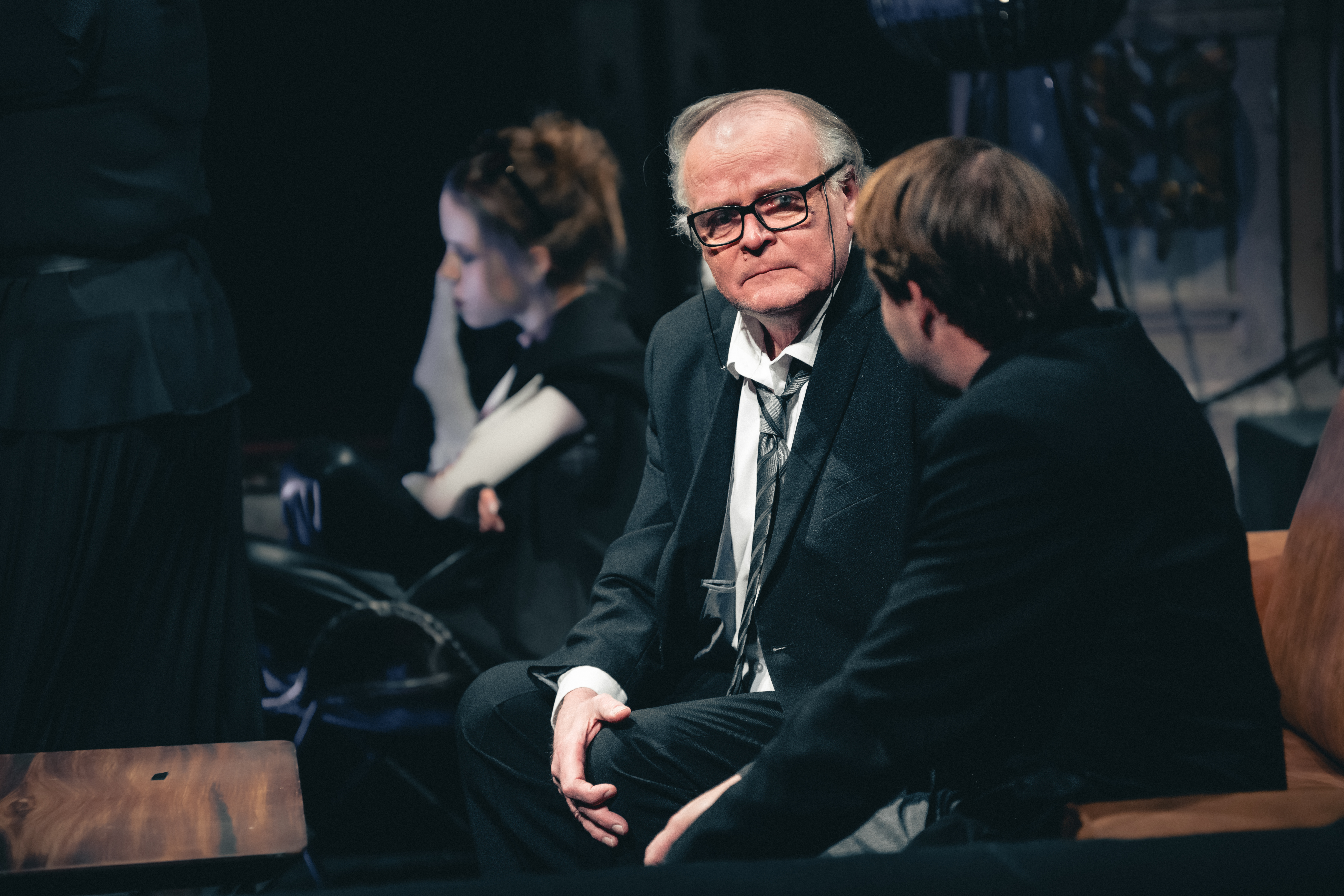
Igor Bareš
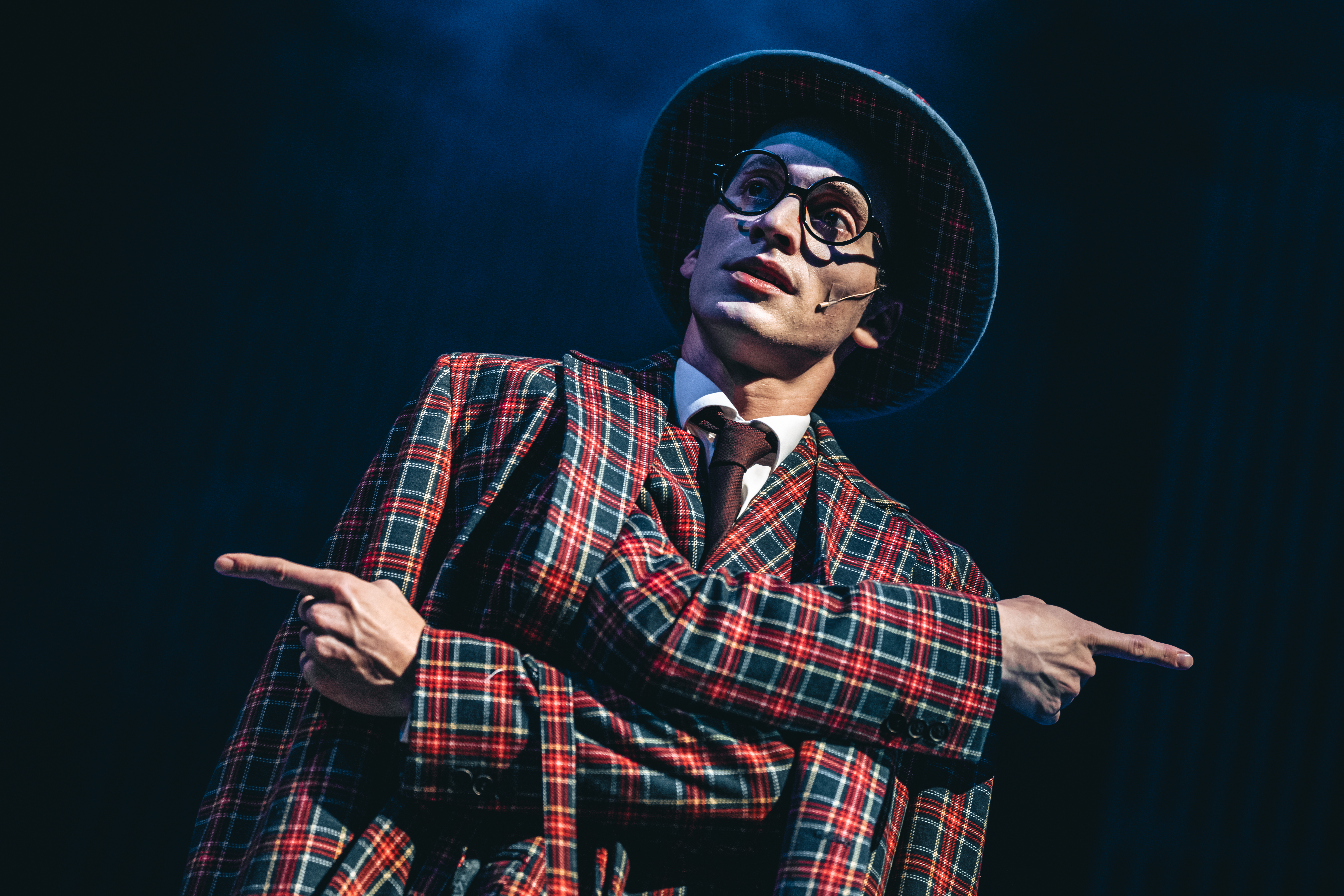
Jan Battěk
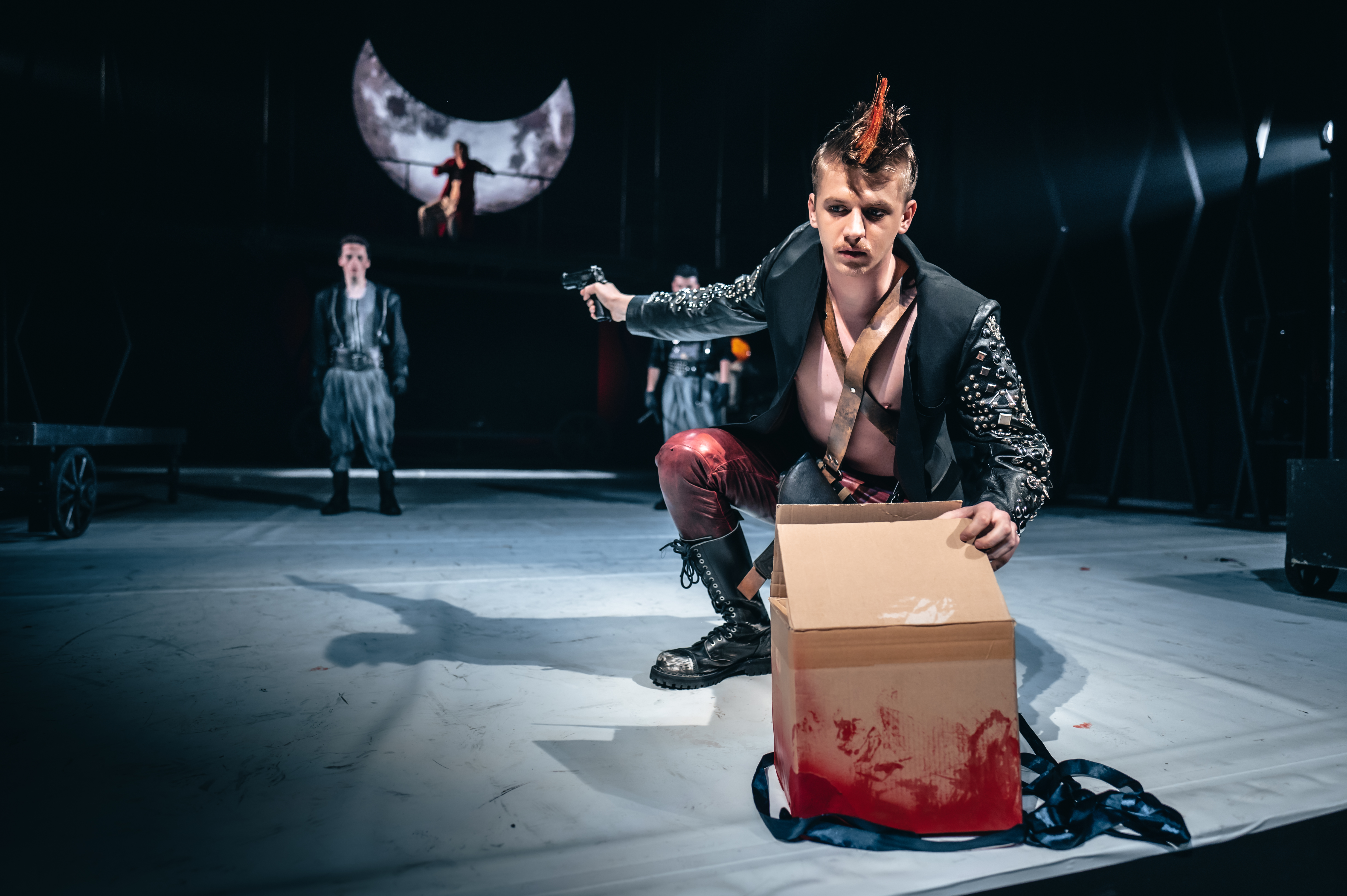
František Beleš
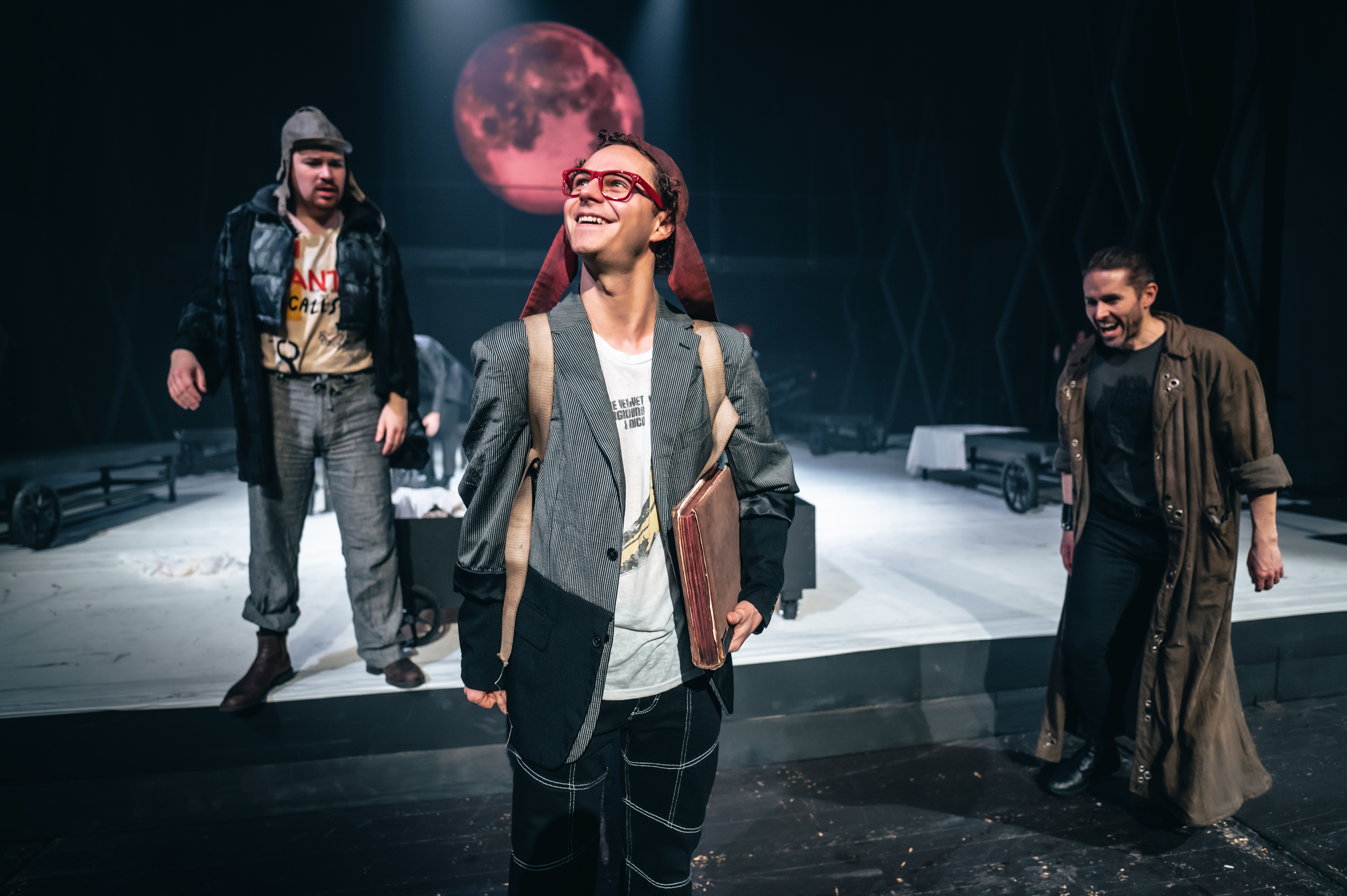
Dominick Benedikt
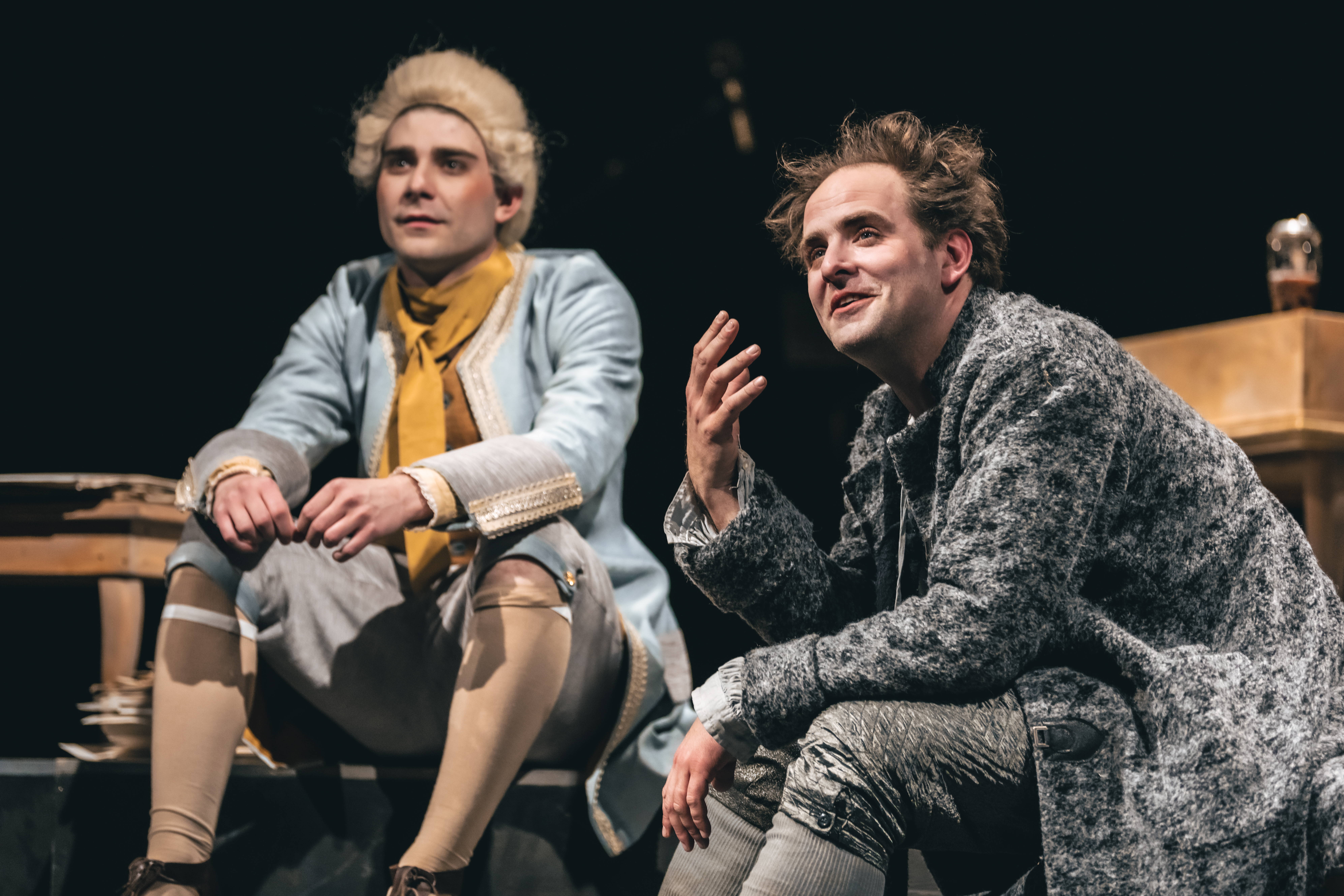
Ondřej Brousek
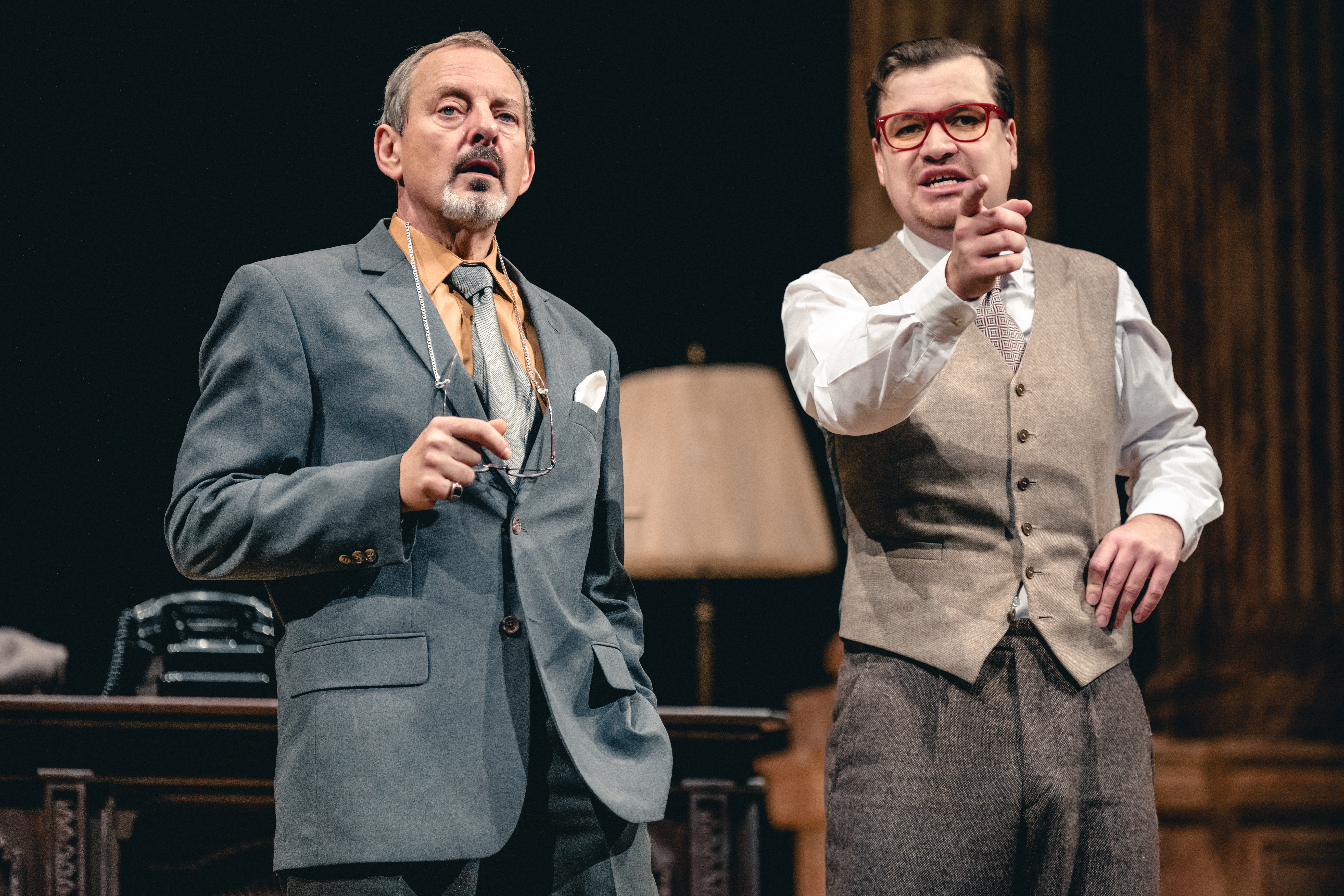
Otakar Brousek ml.
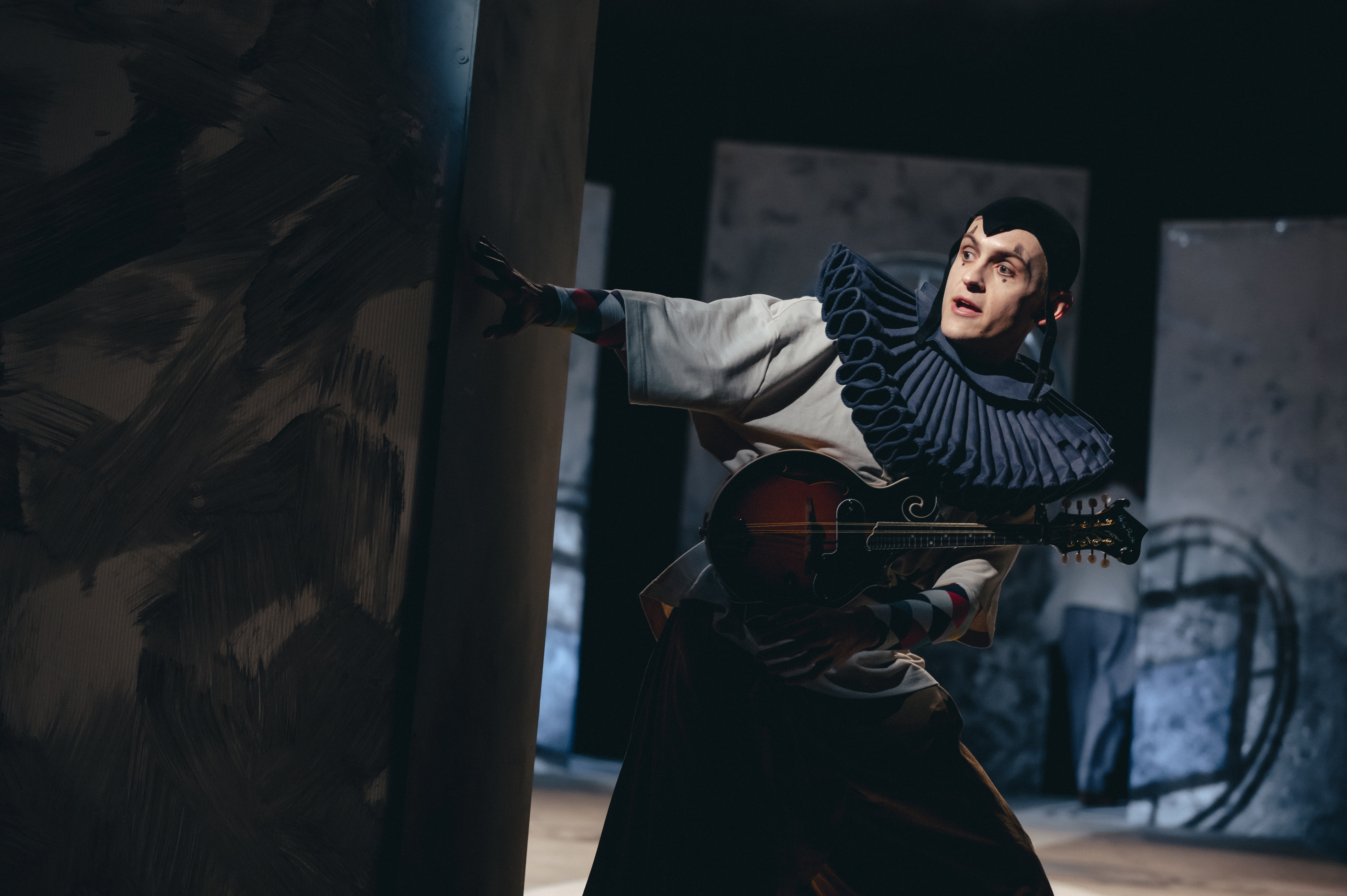
Petr Matyáš Cibulka
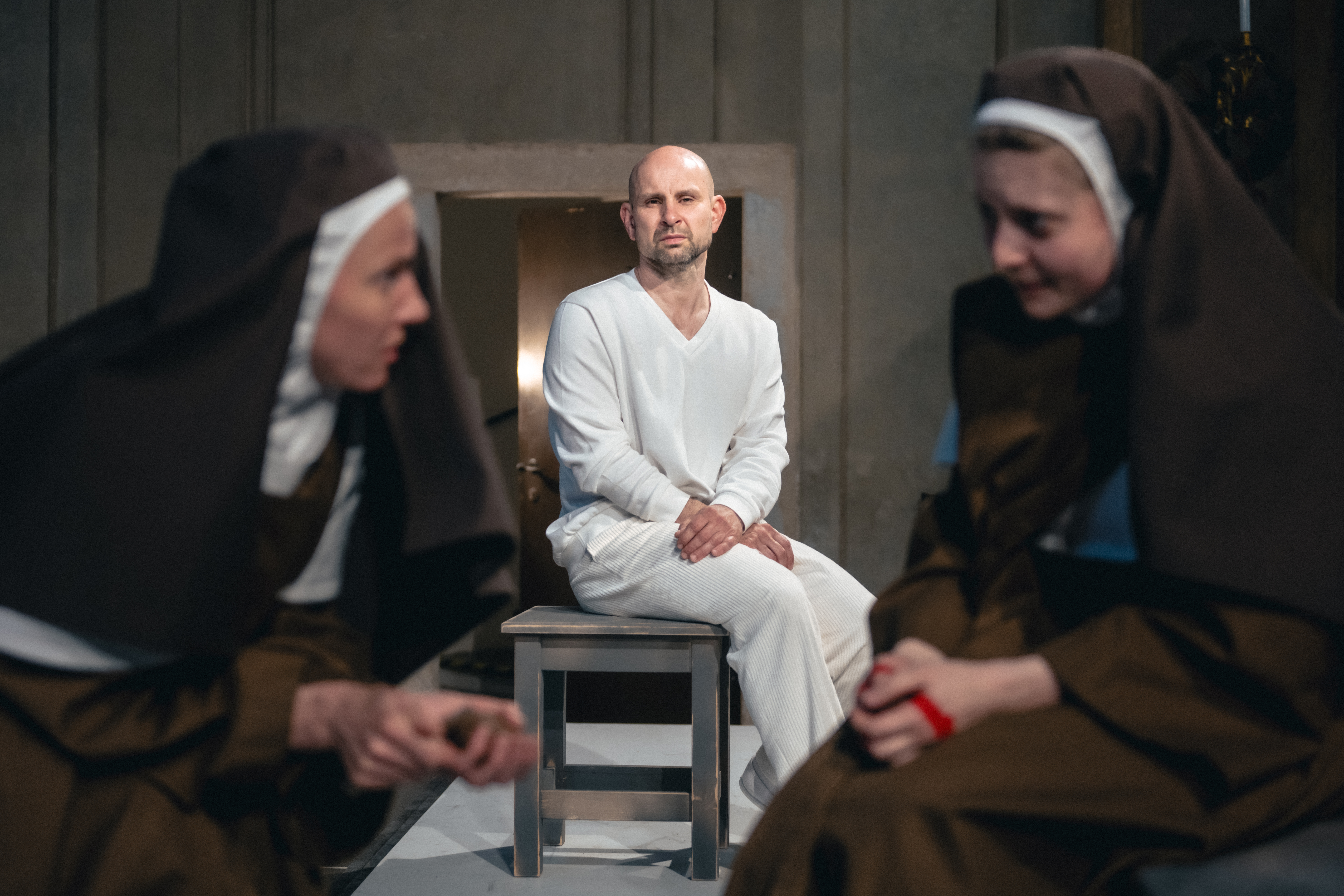
Tomáš Dastlík
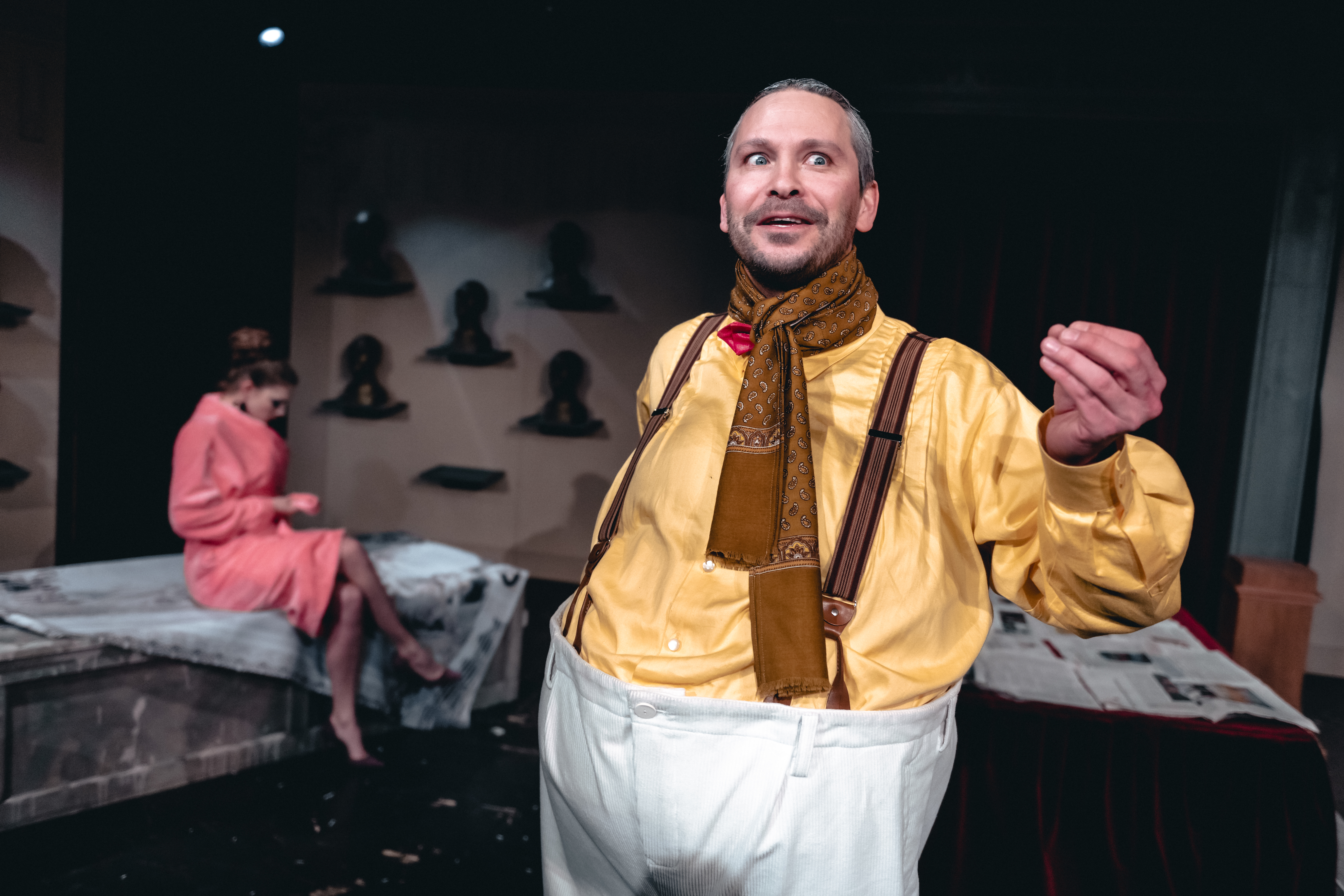
Marek Holý
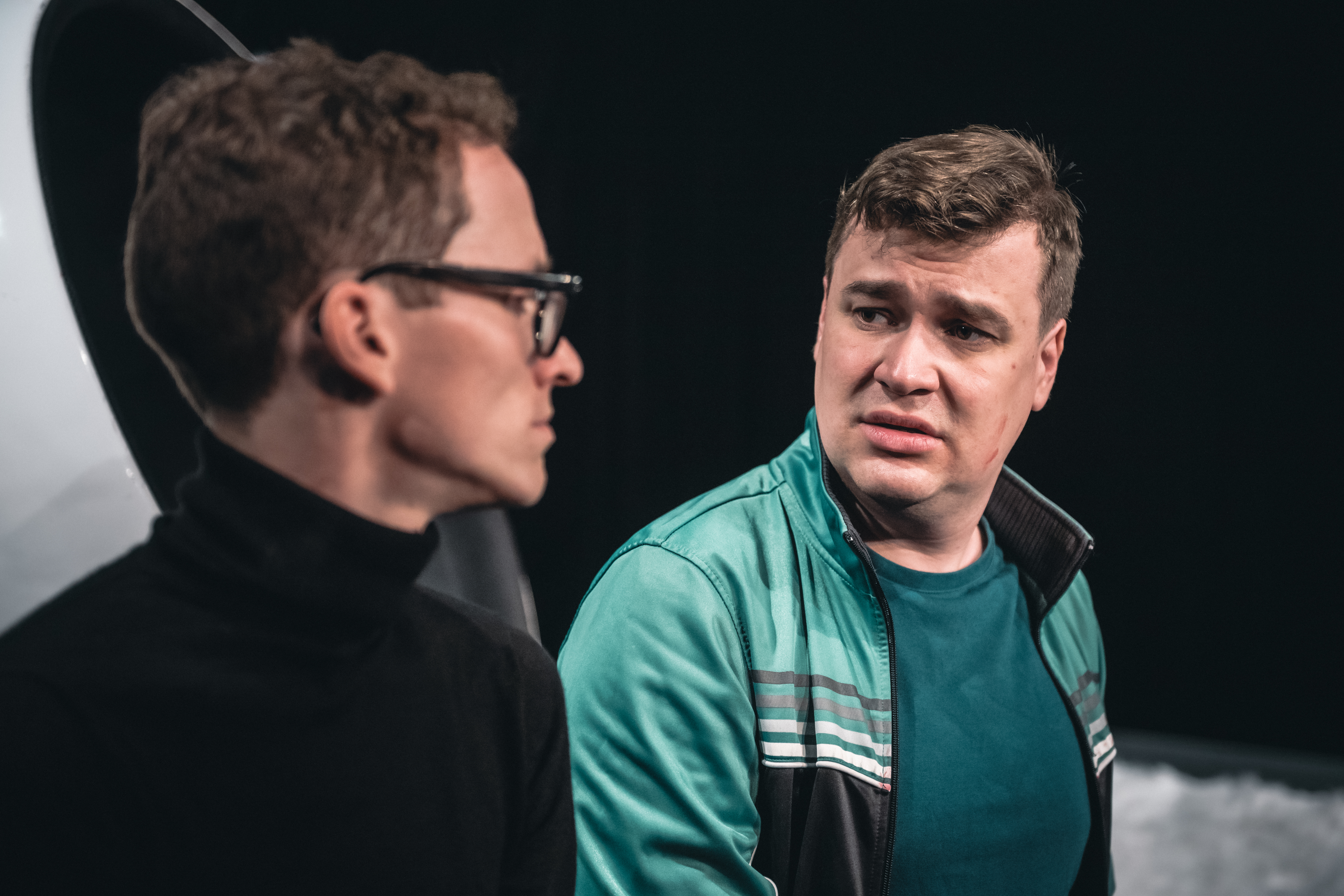
Viktor Javořík
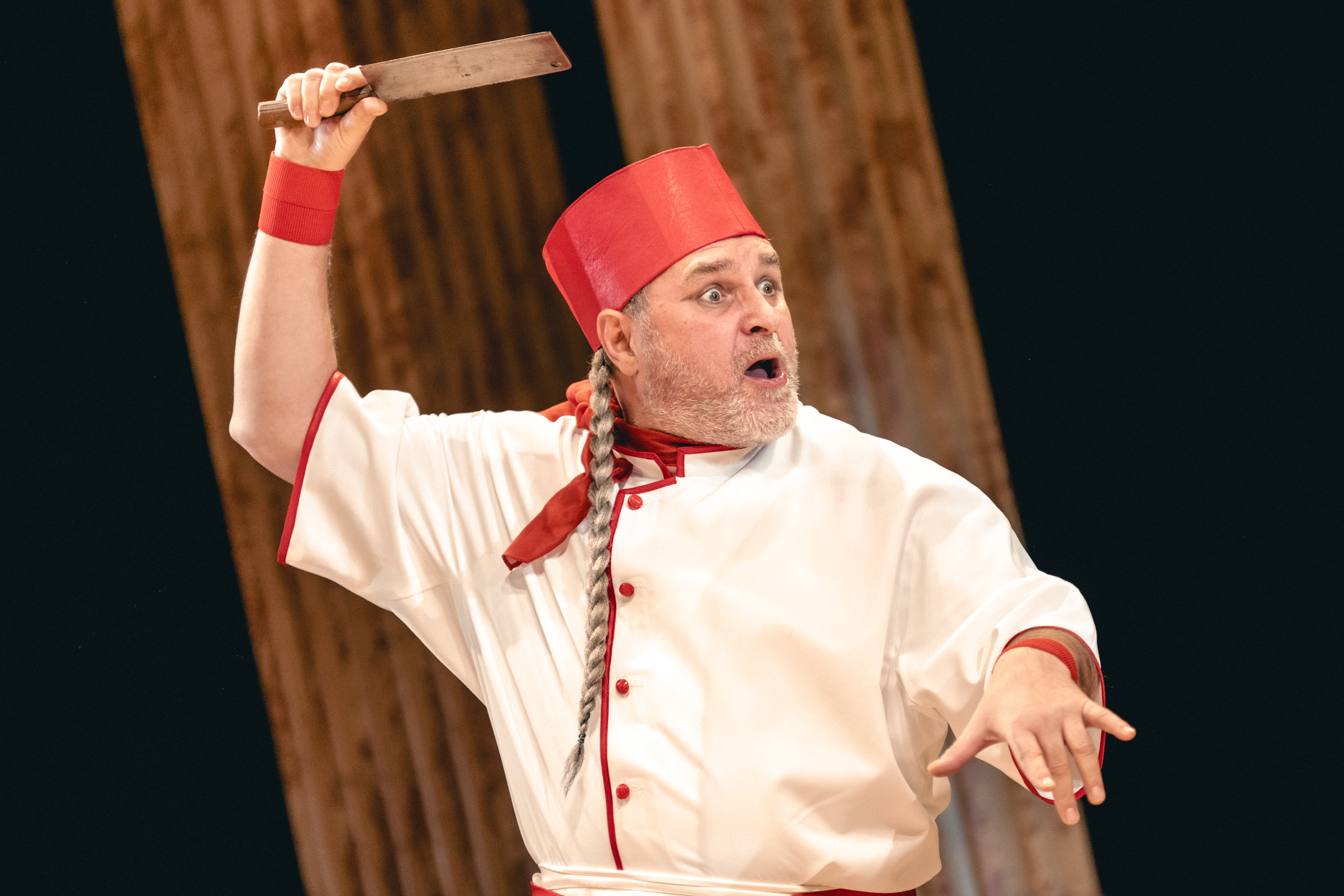
Jan Krafka
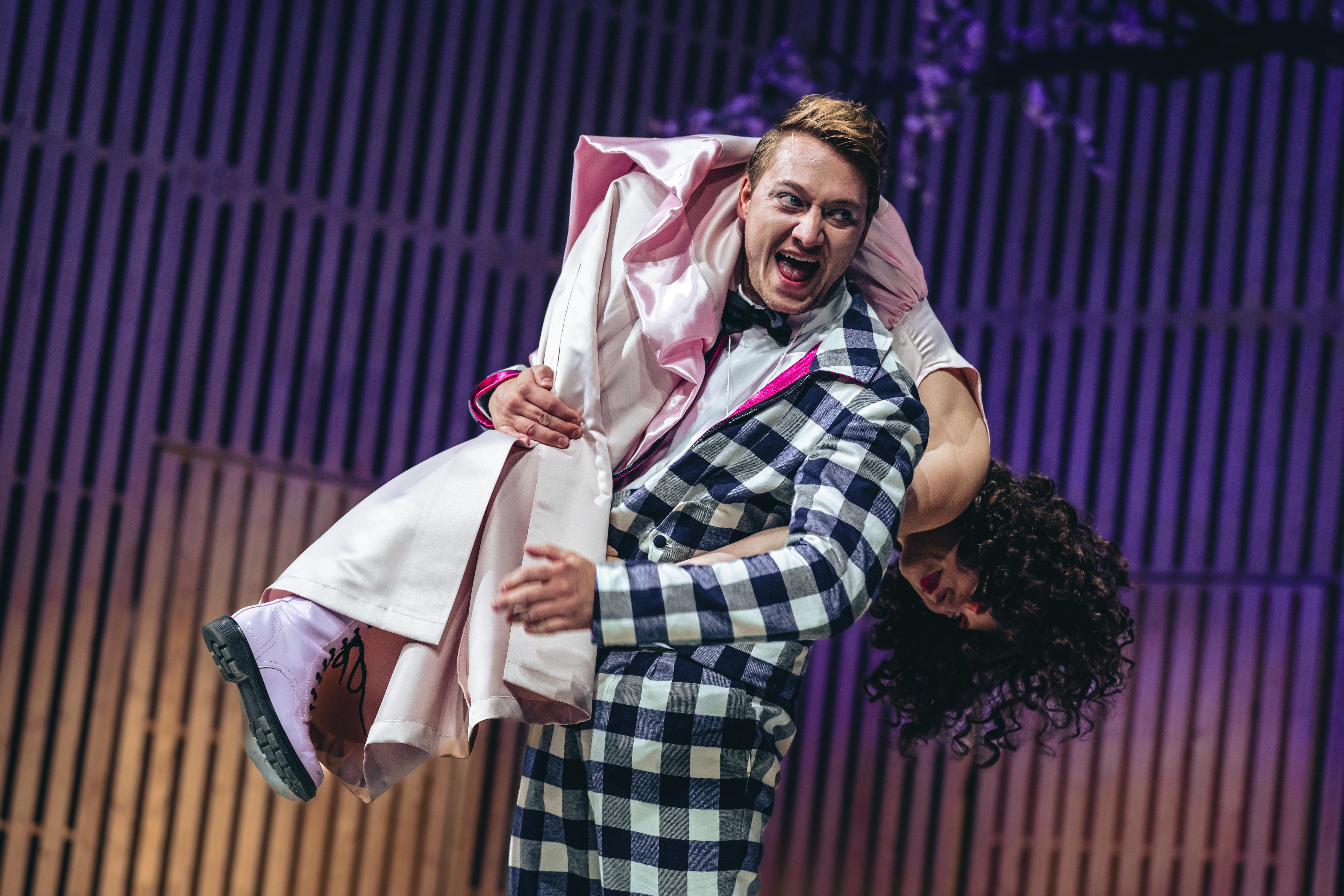
Ondřej Kraus
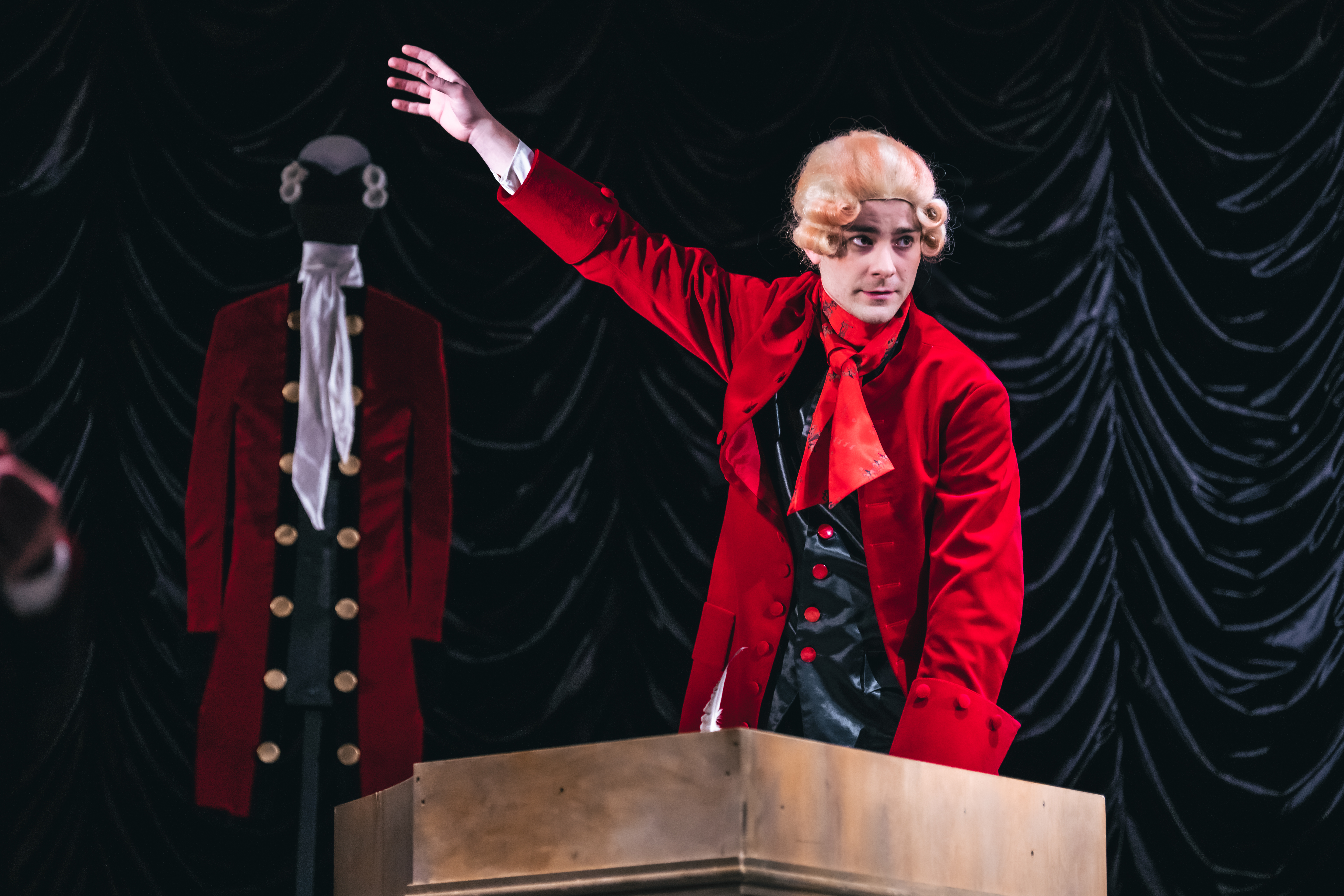
Marek Lambora
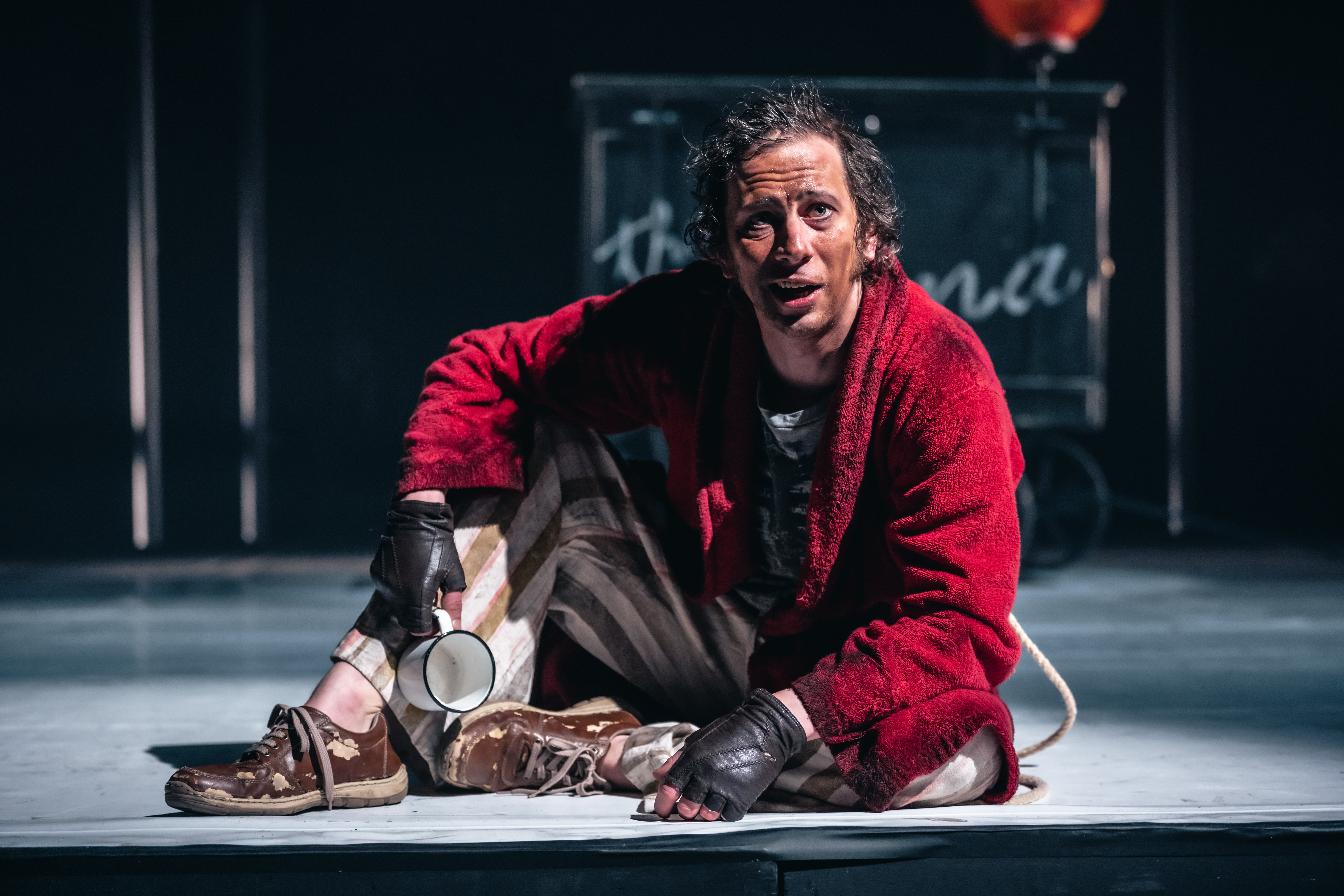
Jiří Maryško
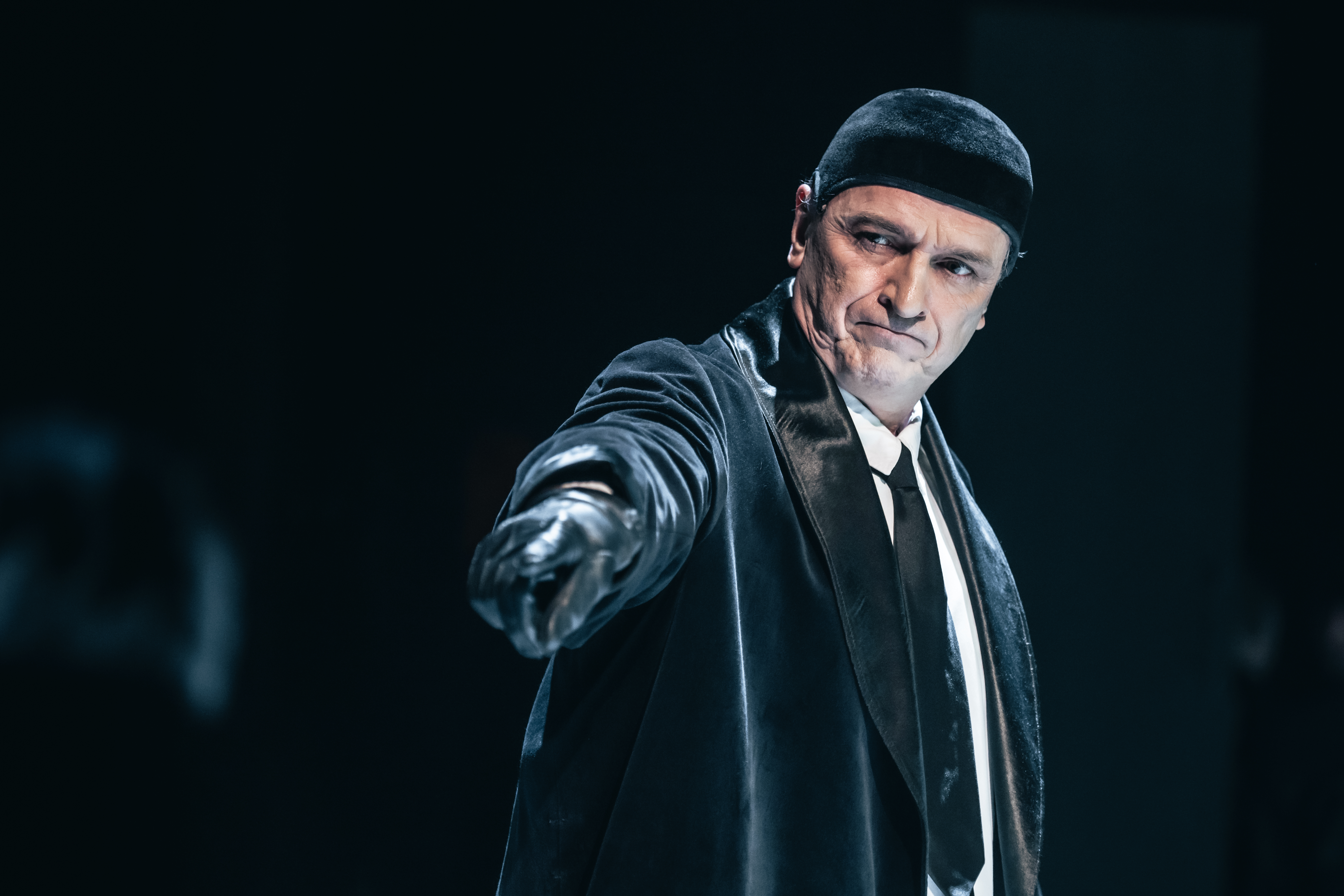
Stanislav Moskvin
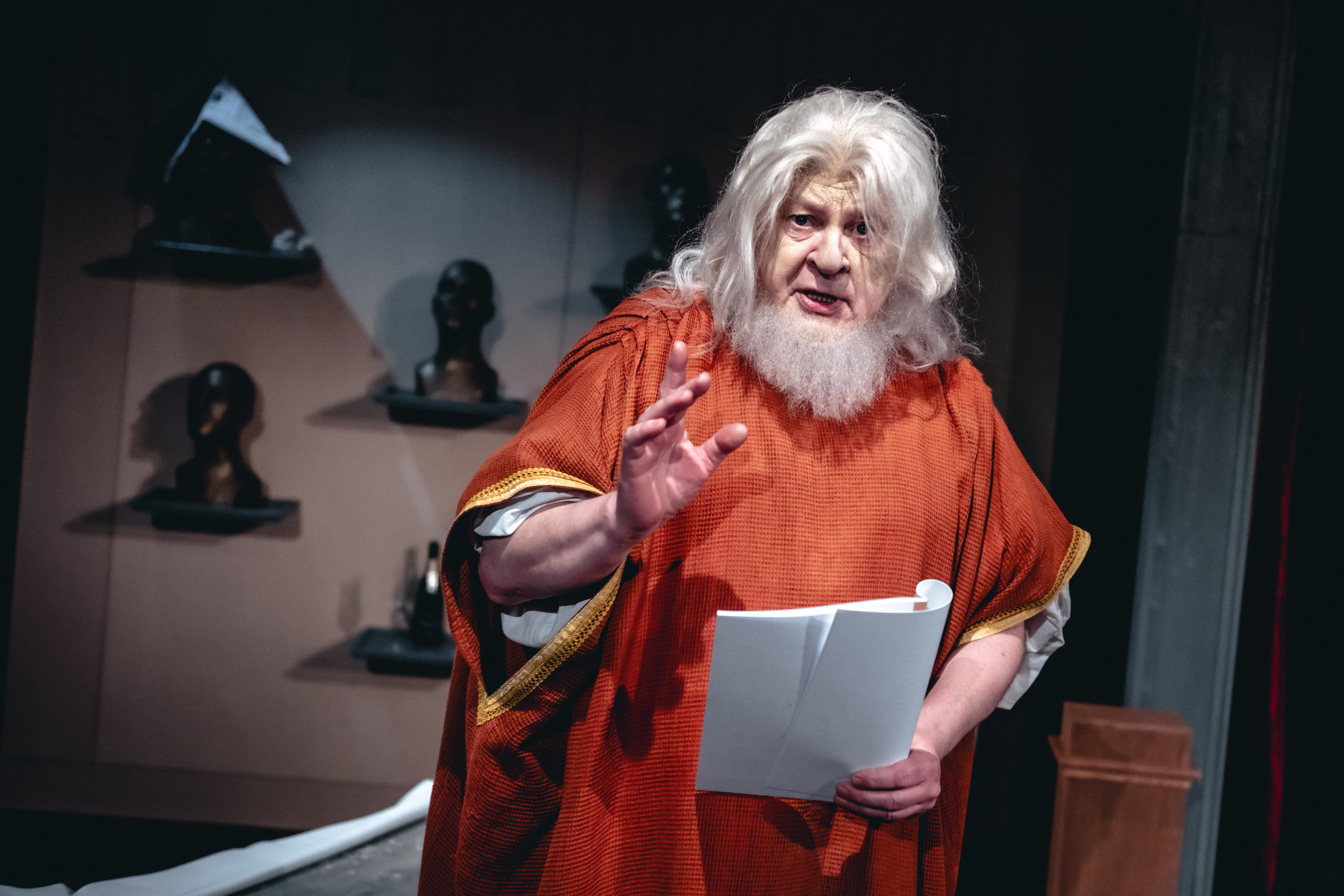
Zdeněk Palusga
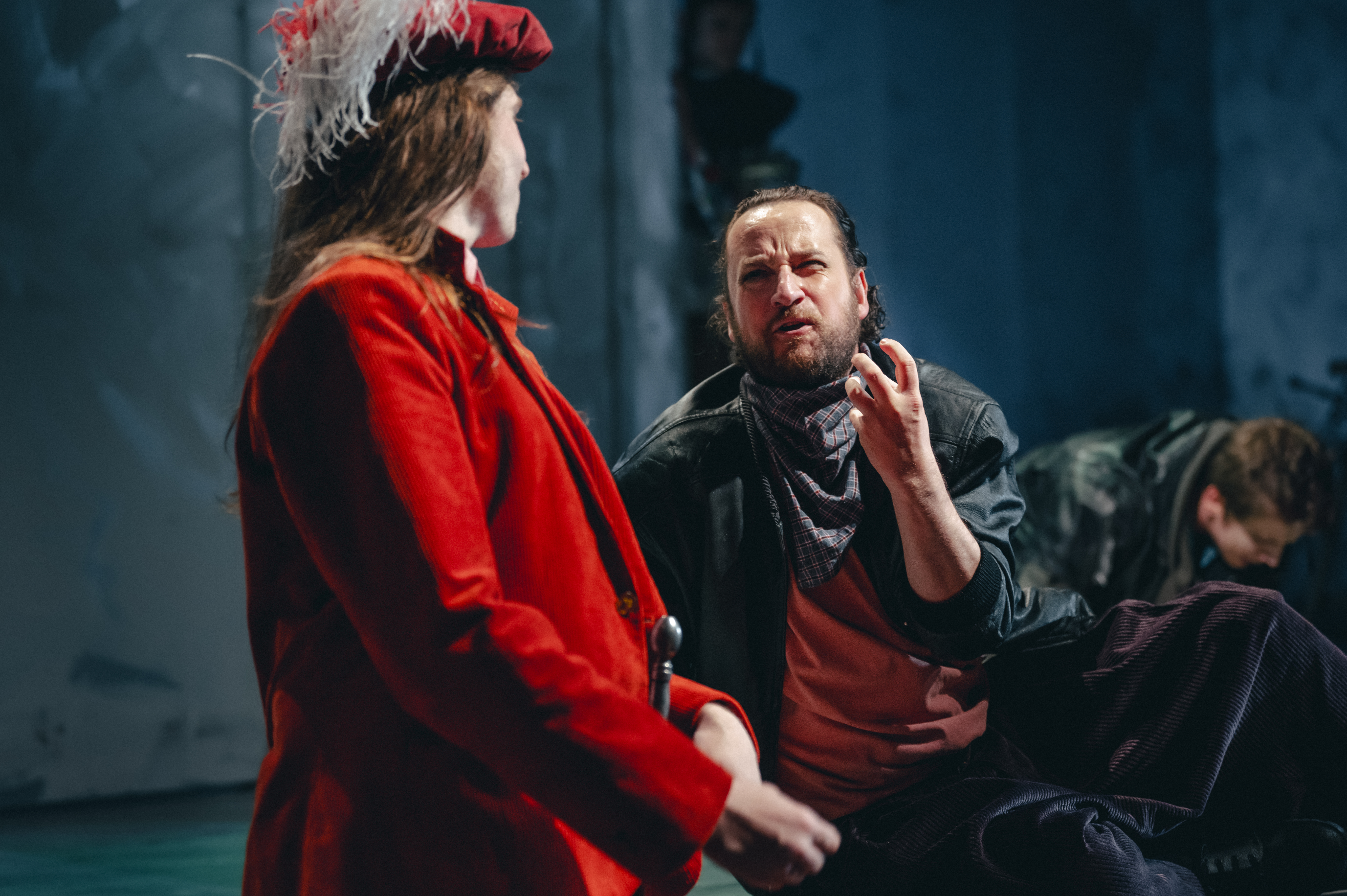
Jiří Panzner
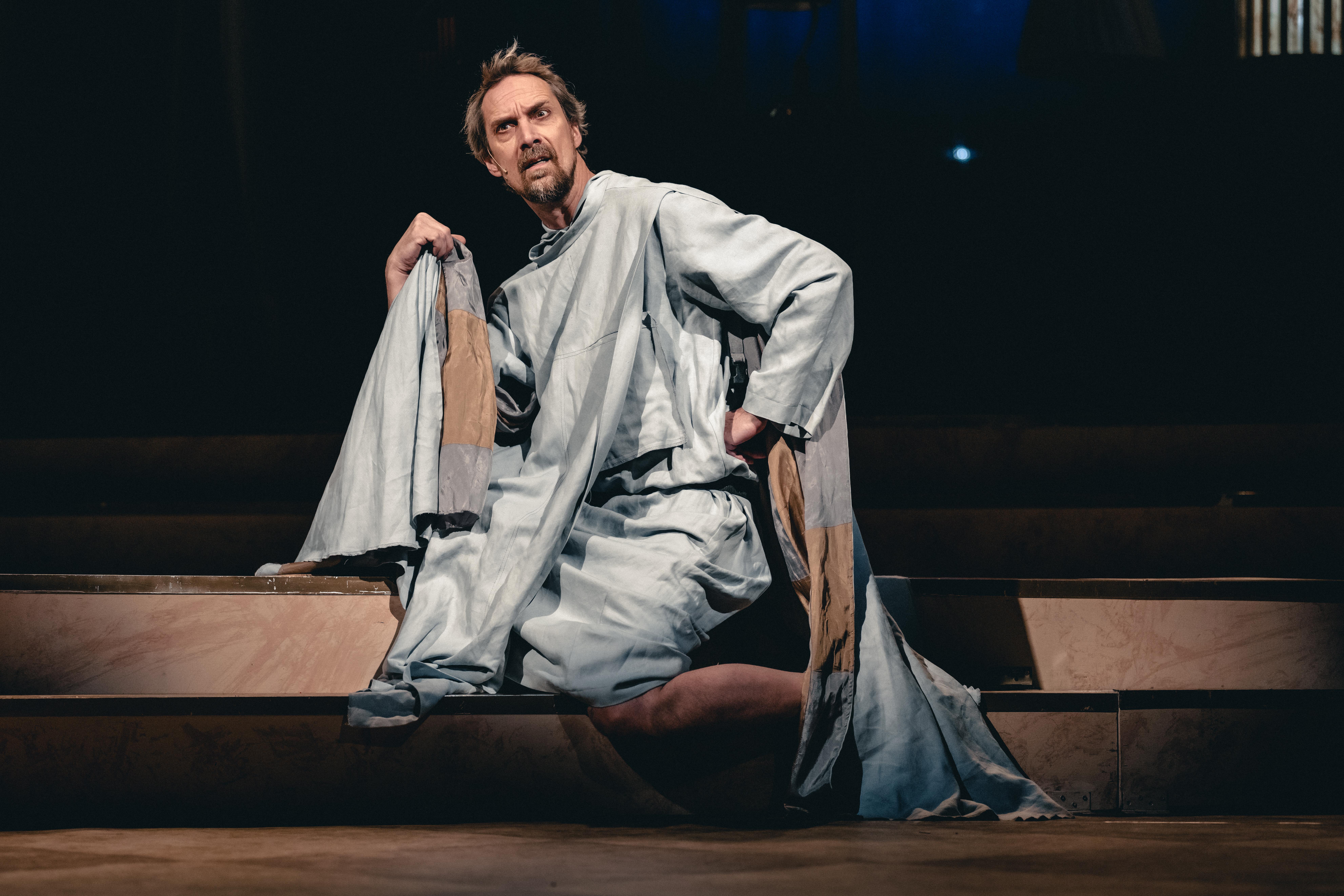
Tomáš Pavelka
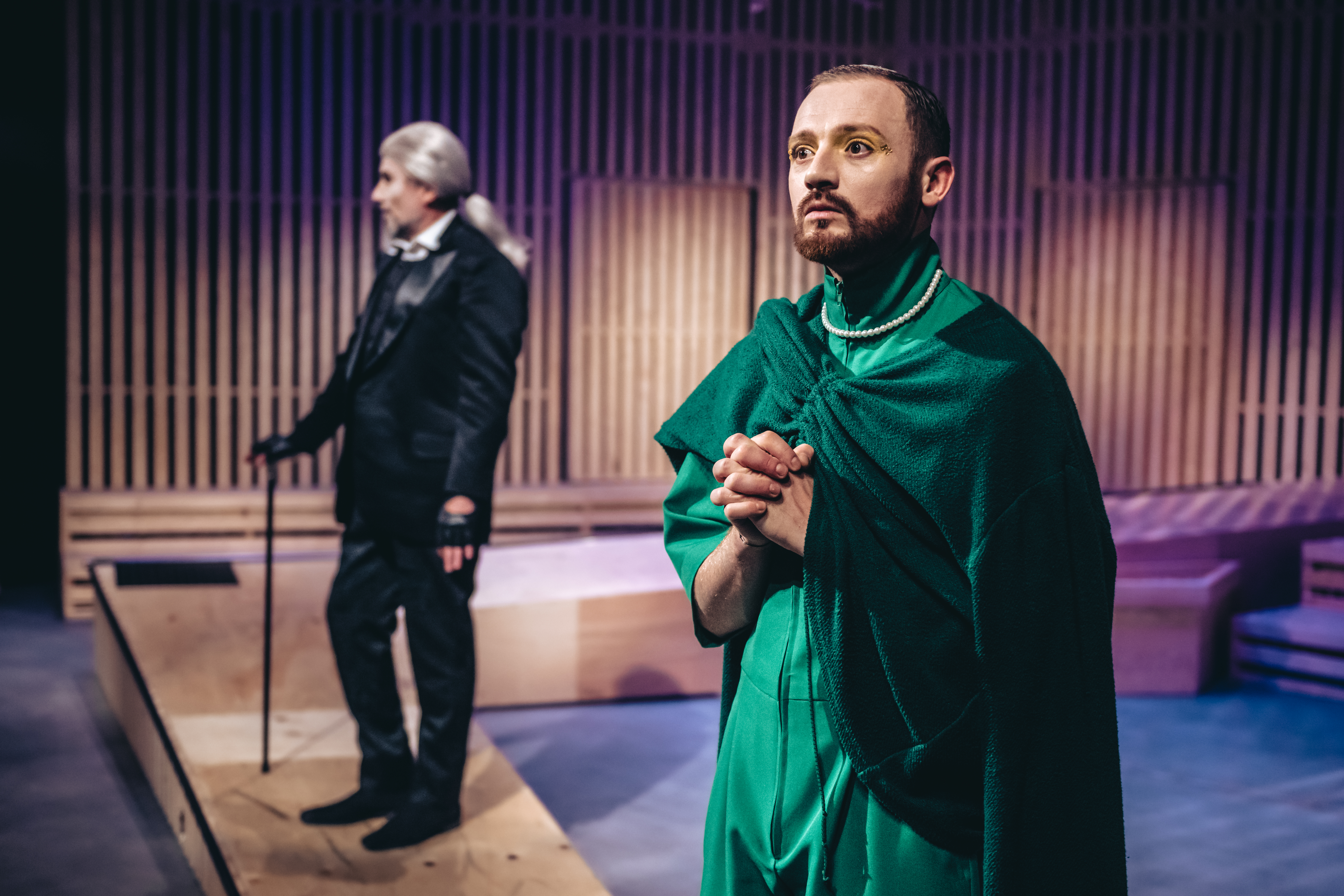
Aleš Petráš
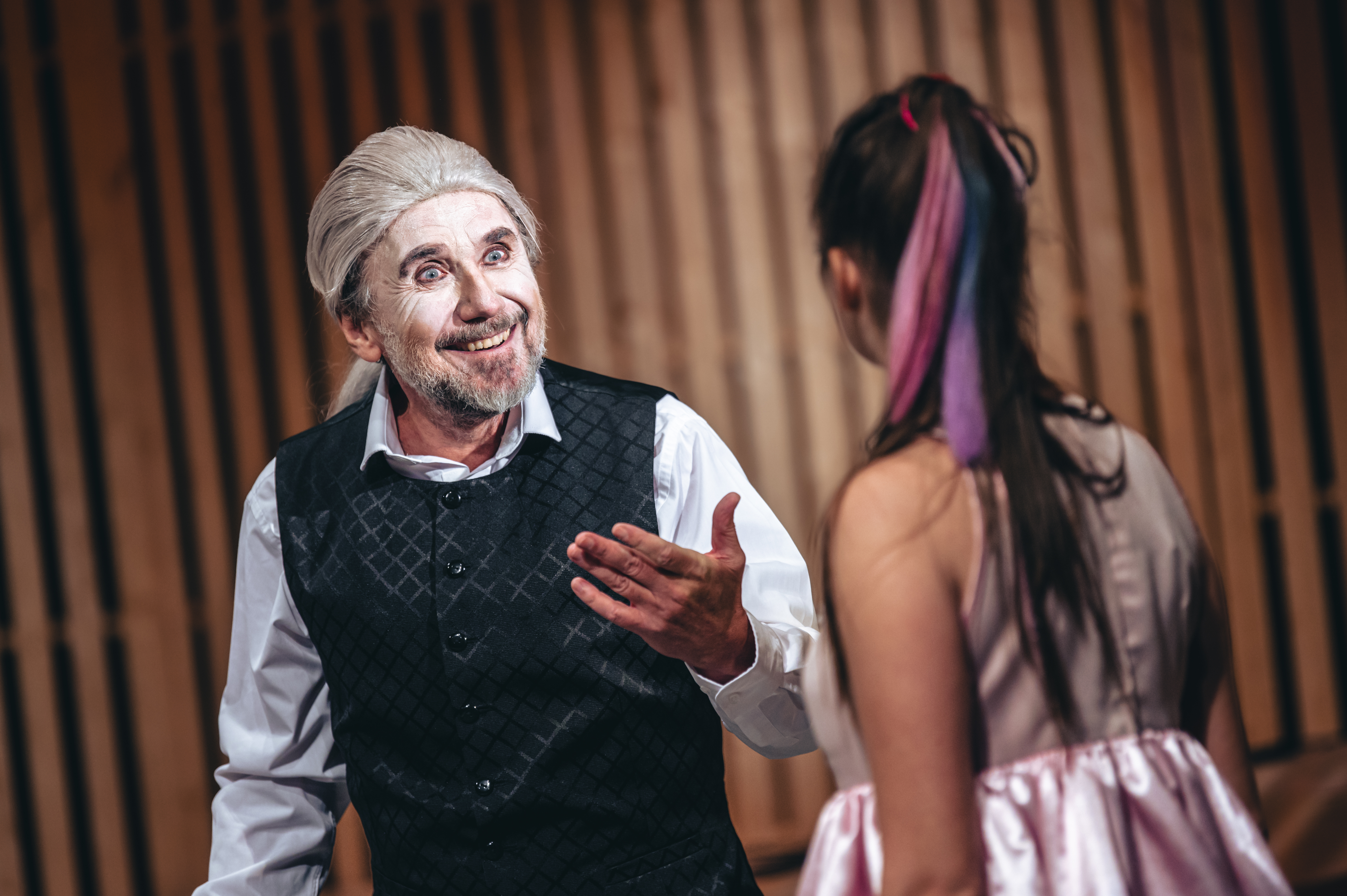
Aleš Procházka
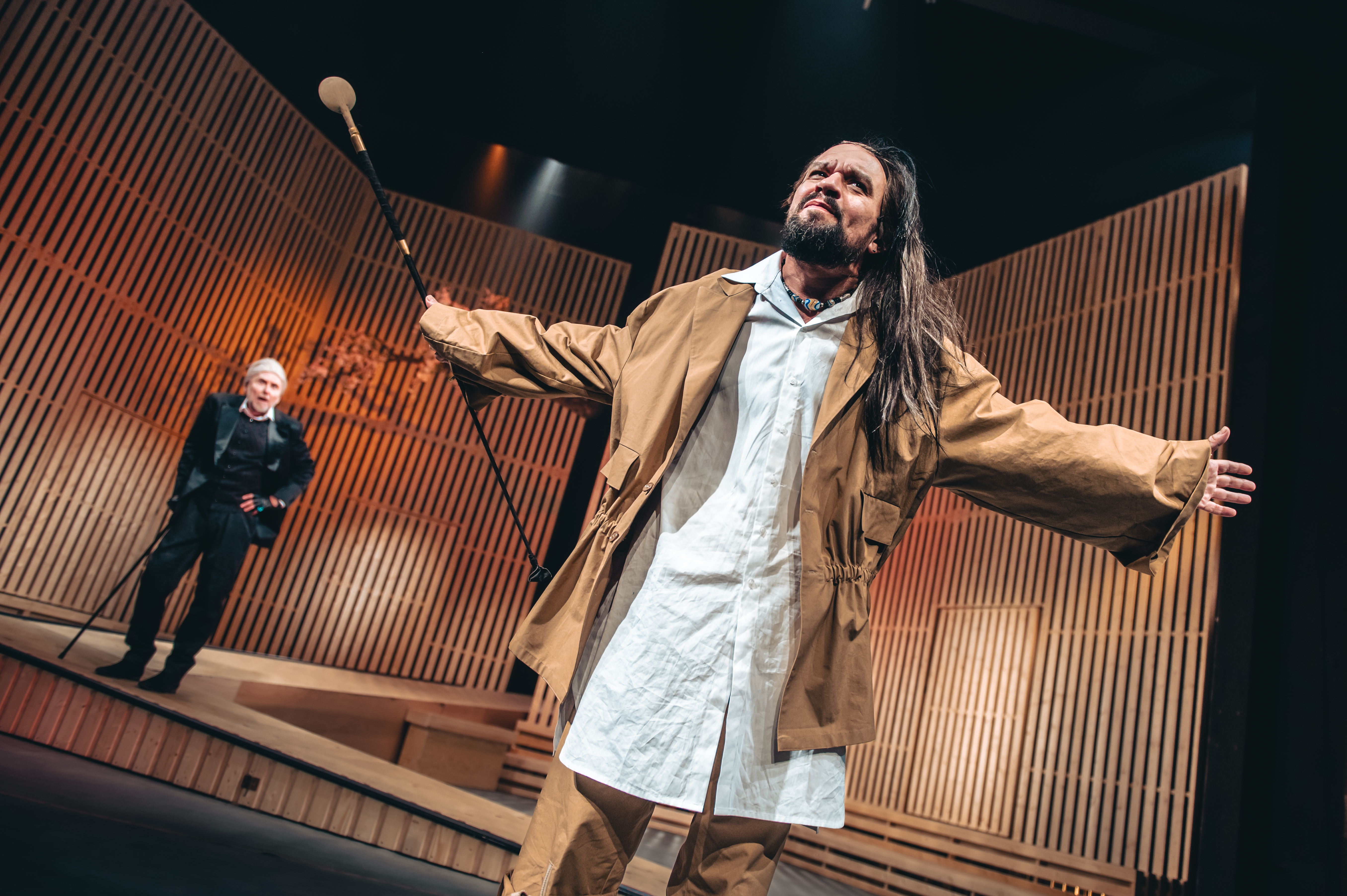
Kryštof Rímský
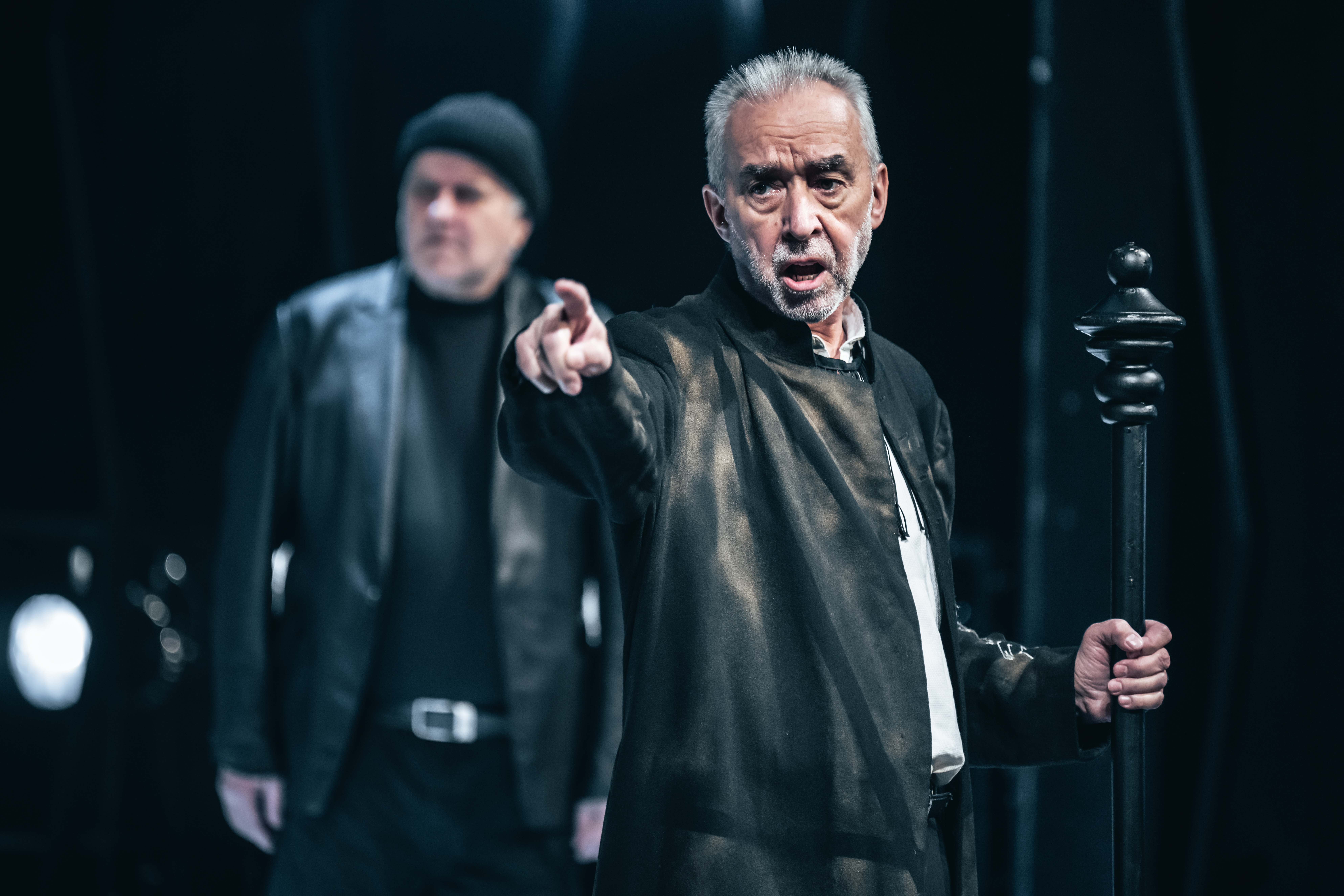
Pavel Rímský
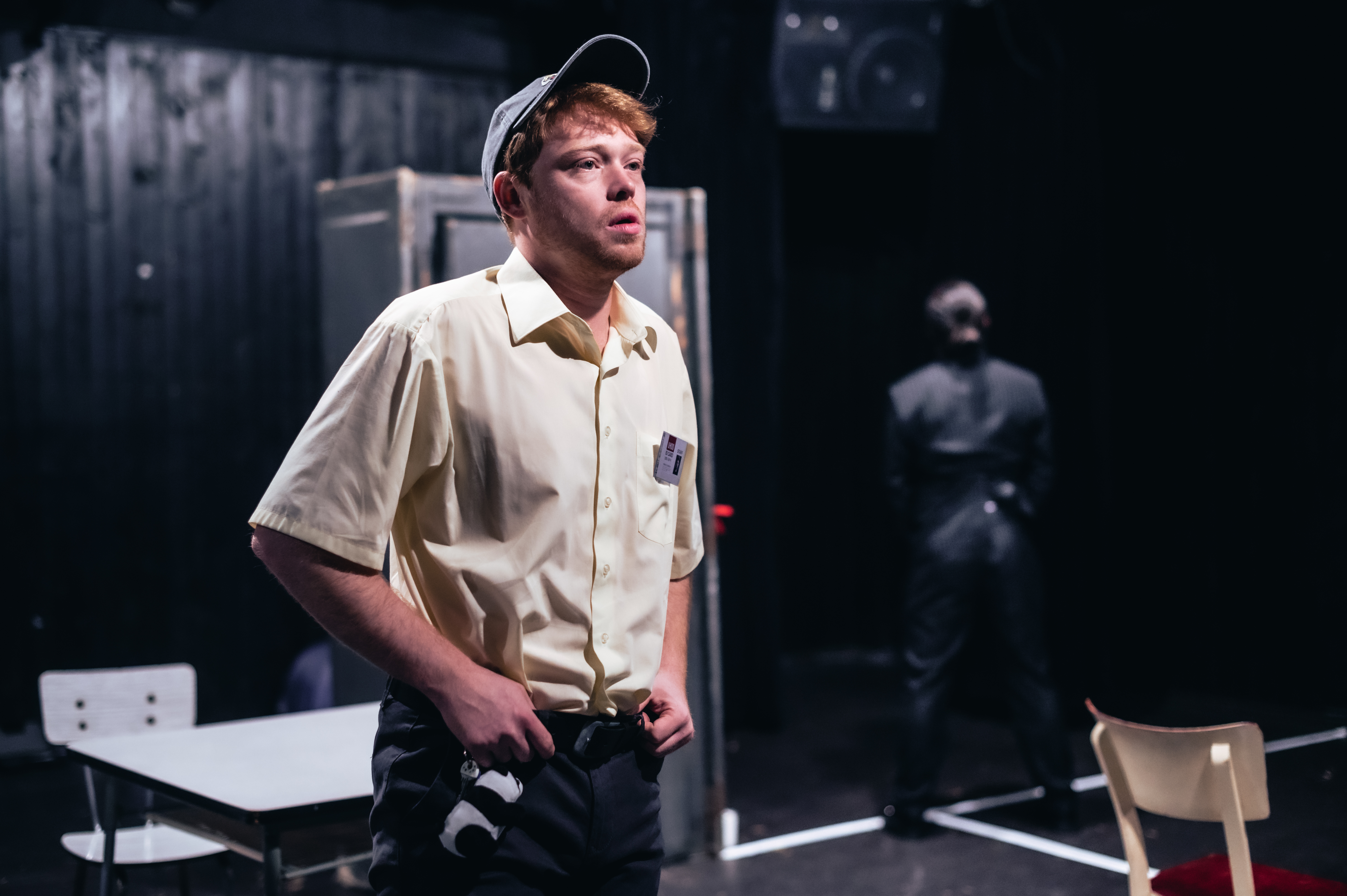
Jiří Roskot
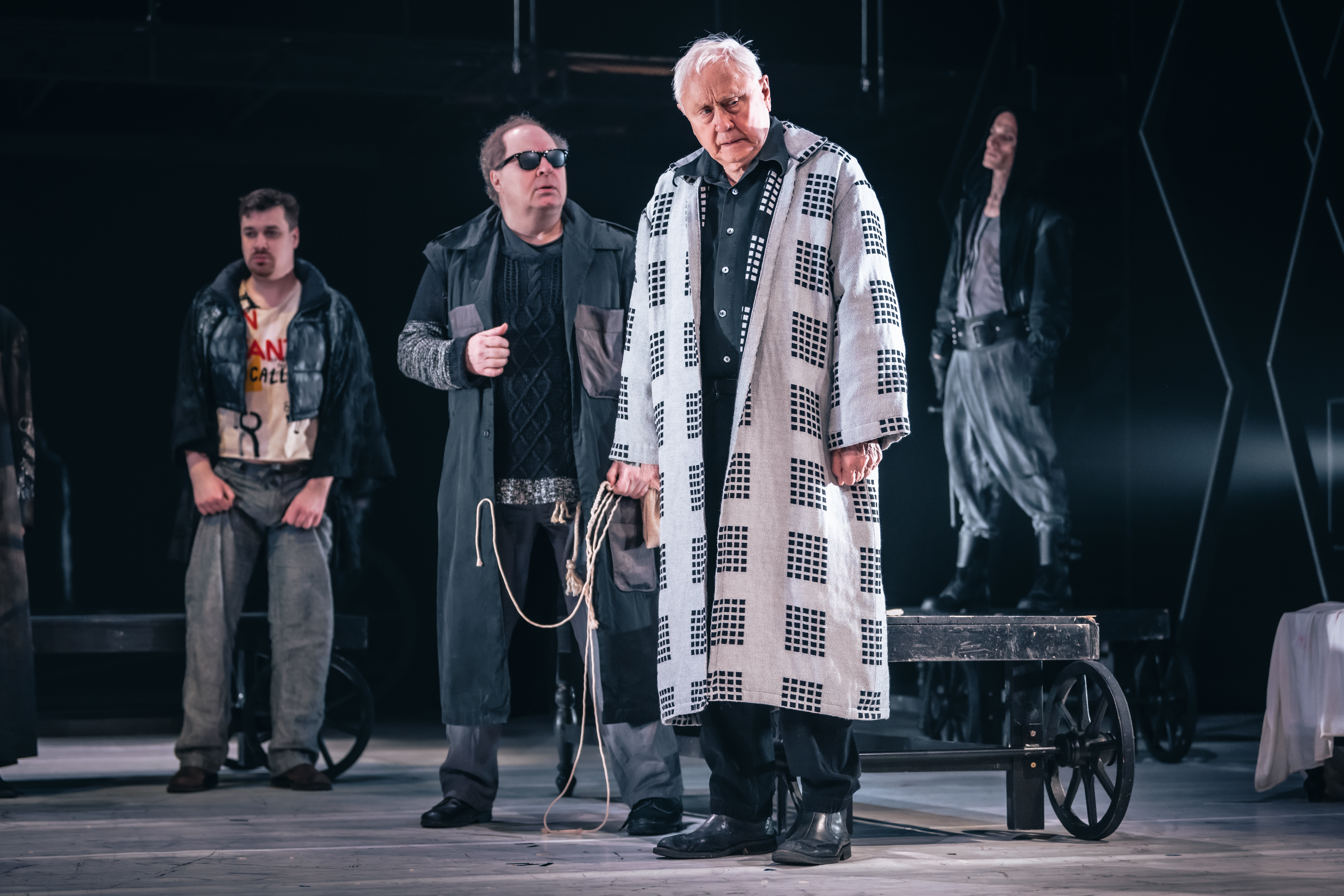
Jaroslav Satoranský
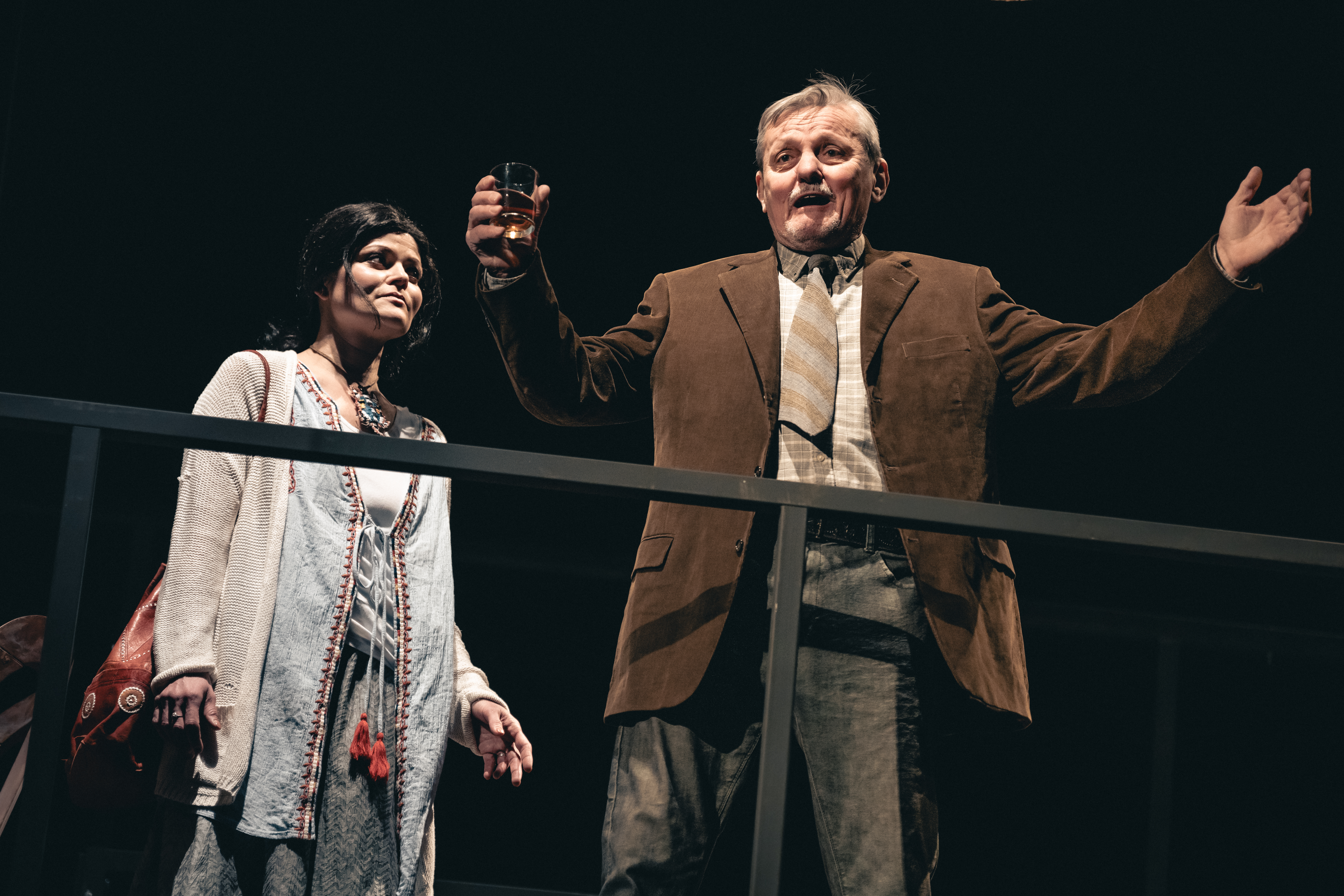
Svatopluk Skopal
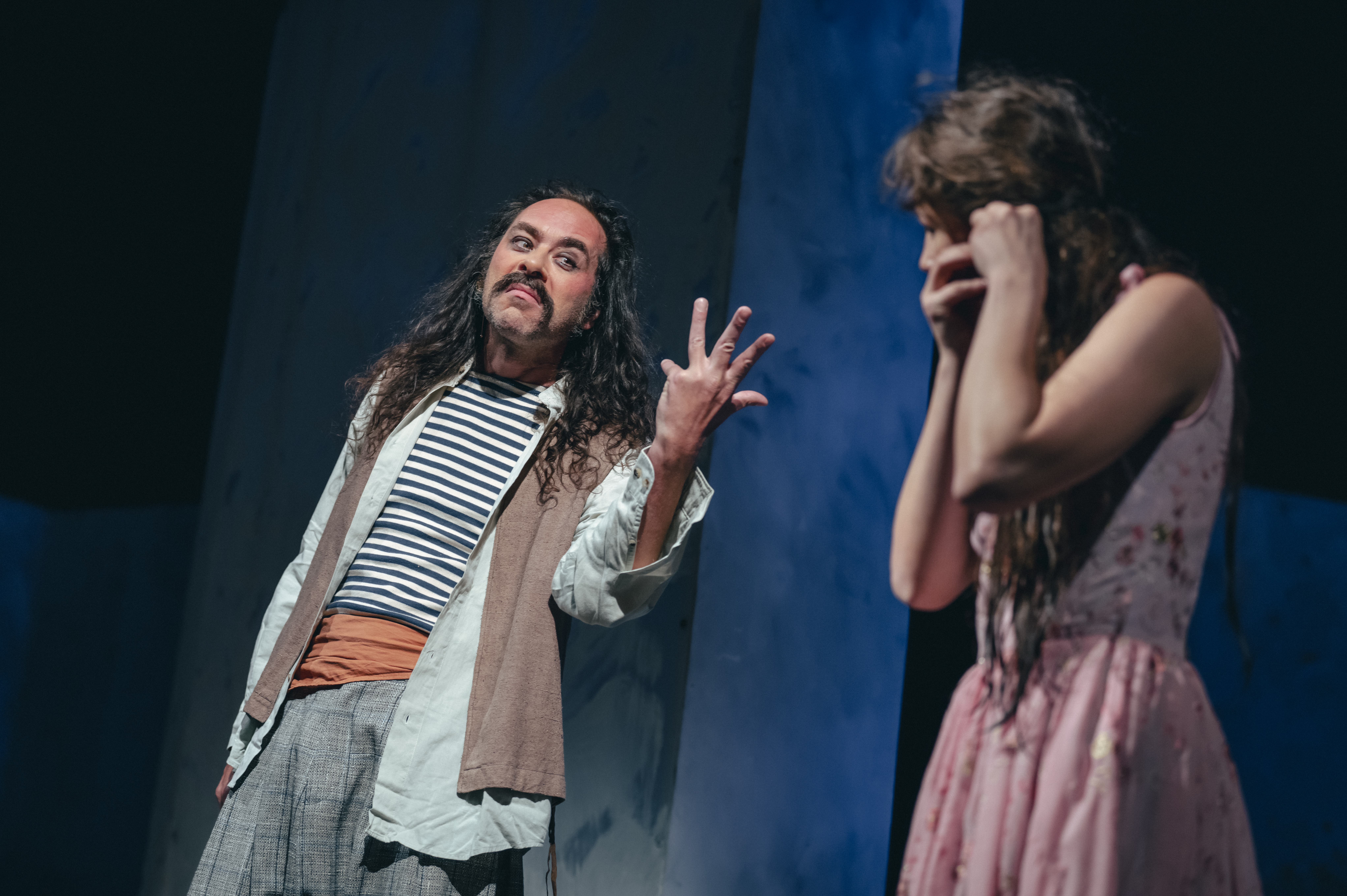
David Steigerwald
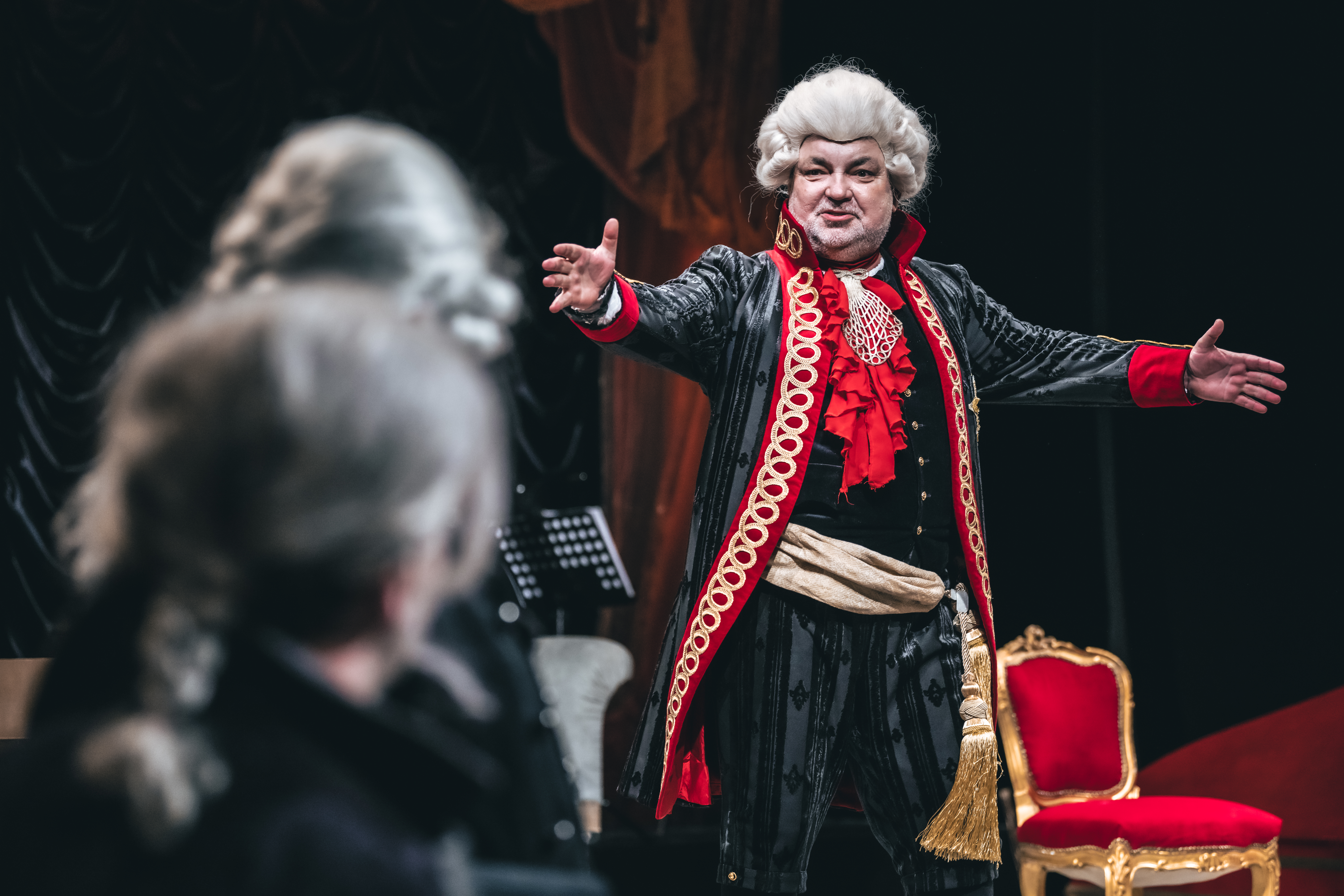
Václav Svoboda
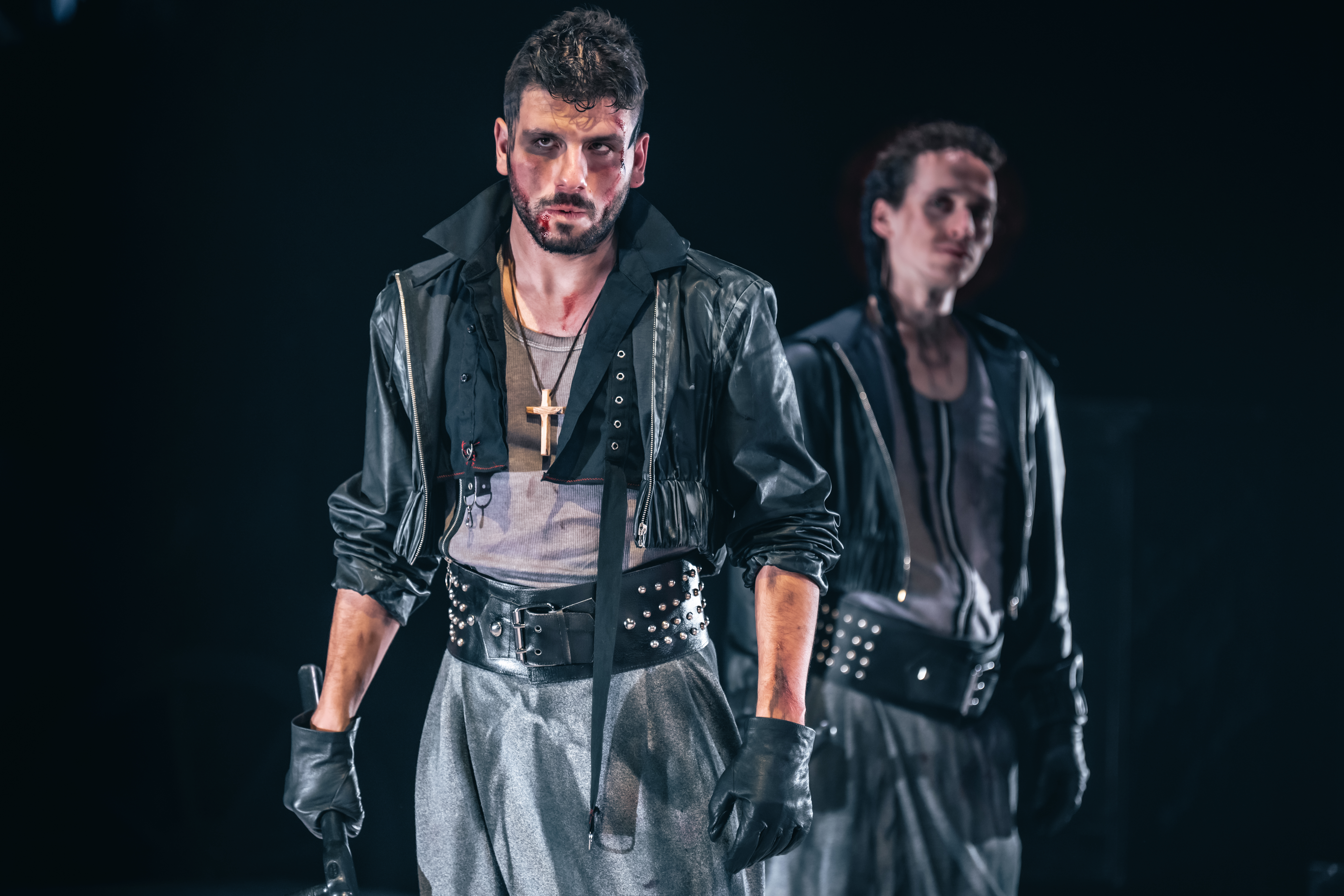
Václav Šamárek
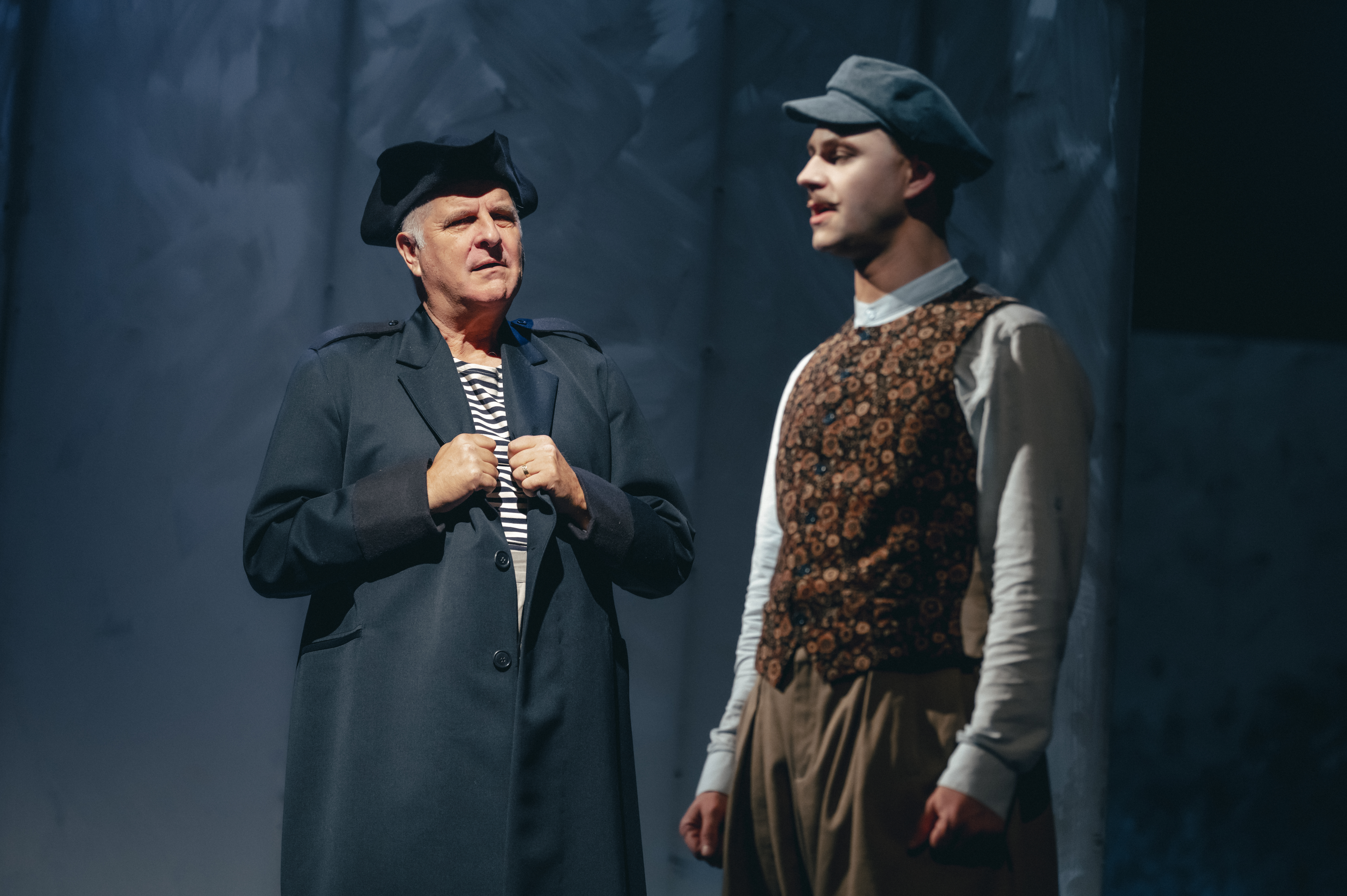
Jiří Šesták
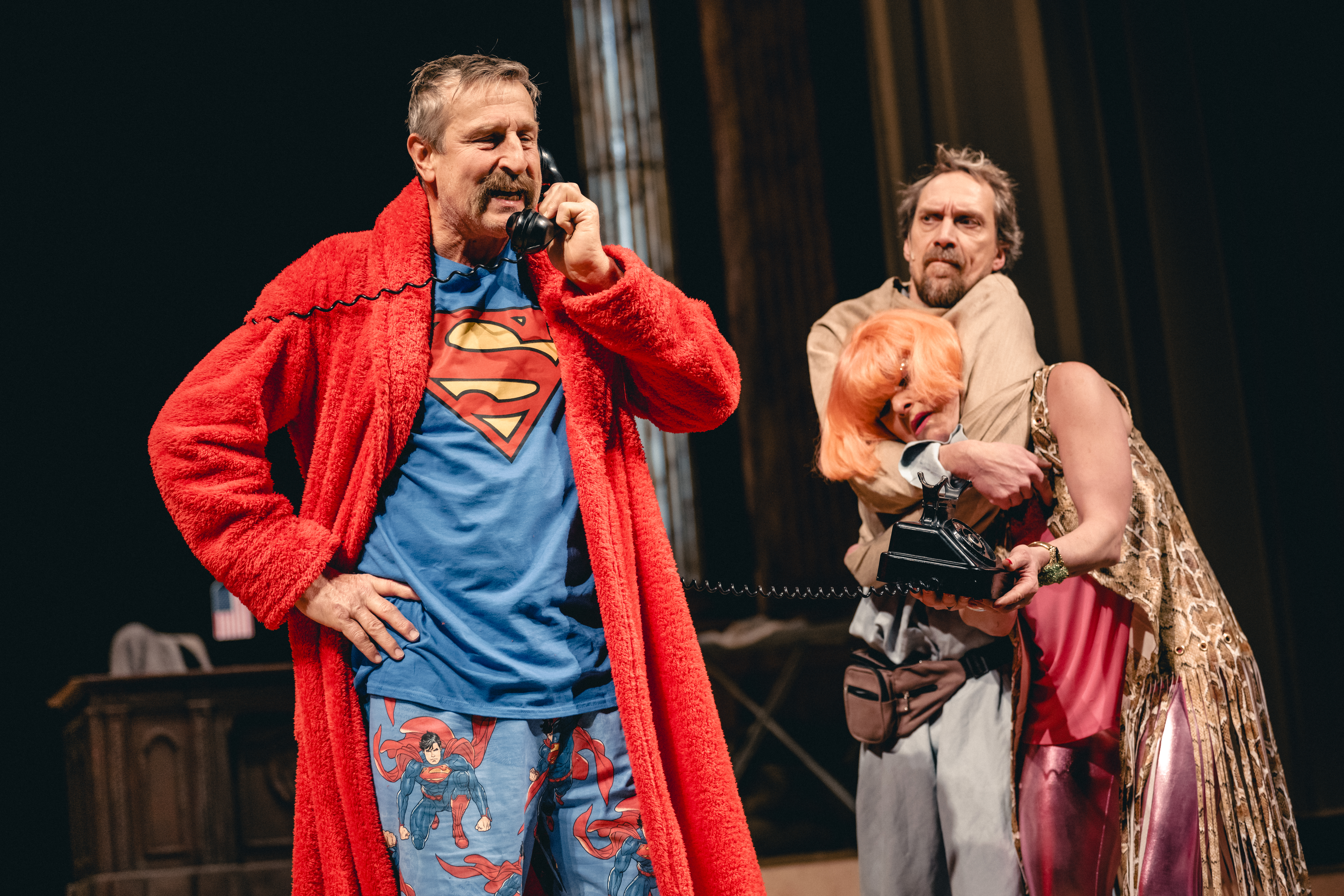
Václav Vydra
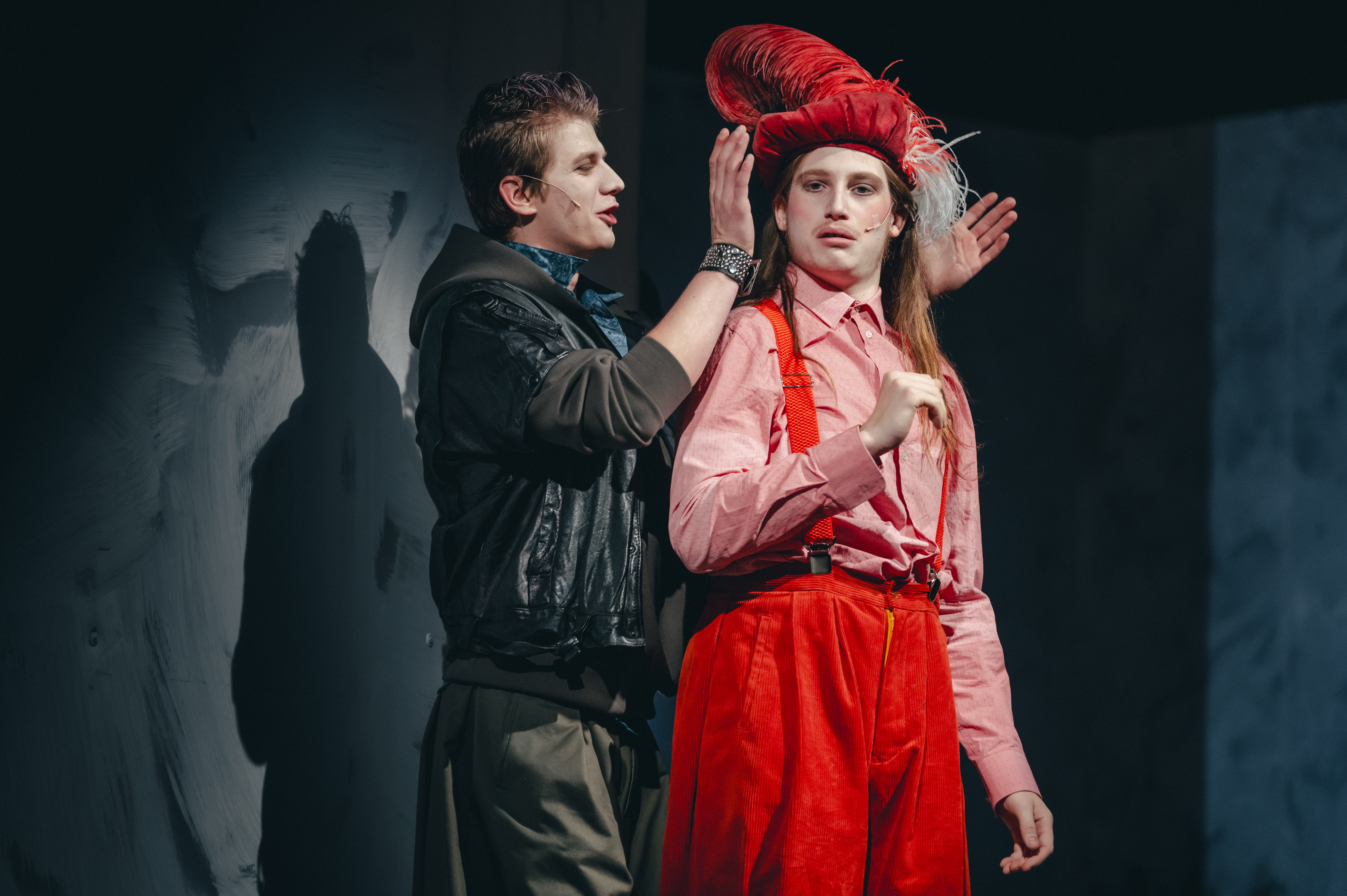
Erik Zabrucký

### Herečky
- Tereza Bebarová (hostka 2014–2015, členka od 2015)
- Tereza Císařová (hostka 2016–2017, členka od 2017)
- Andrea Černá (hostka 2014–2015, členka od 2015)
- Markéta Děrgelová (členka 2014–2024, hostka 2013–2014 a od 2024)
- Andrea Elsnerová (hostka 1999, členka od 1999)
- Radka Fidlerová (hostka od 2025)
- Jindřiška Hanušová (hostka od 2023)
- Karolína Knězů (členka 2024–2025, hostka 2022–2024 a od 2025)
- Naďa Konvalinková (členka od 2015)
- Jana Kotrbatá (hostka 2016–2017, členka od 2017)
- Šárka Krausová (členka od 2016)
- Aneta Krejčíková (členka od 2022)
- Vendulka Křížová (členka od 1990)
- Alice Laksarová (hostka od 2014)
- Magdalena Malinová (hostka)
- Iva Marešová (hostka od 2020)
- Zuzana Matušková (hostka od 2025)
- Carmen Mayerová (hostka od 2012)
- Elizabeth Kateřina McIntosh (hostka od 2023)
- Denisa Pfauserová (hostka od 2016)
- Barbora Poláchová (hostka od 2022)
- Regina Rázlová (hostka od 2017)
- Eva Režnarová (hostka 1983, členka od 1994)
- Sabina Rojková (hostka 2014–2017, členka od 2017)
- Sára Rychlíková (hostka 2020–2022, členka od 2022)
- Antonie Talacková (členka od 2015)
- Alexandra Tomanová (hostka od 1985)
- Michaela Tomešová (hostka od 2021)
- Zuzana Vejvodová (hostka 1998 a 2012–2014, členka od 2014)

#### Galerie

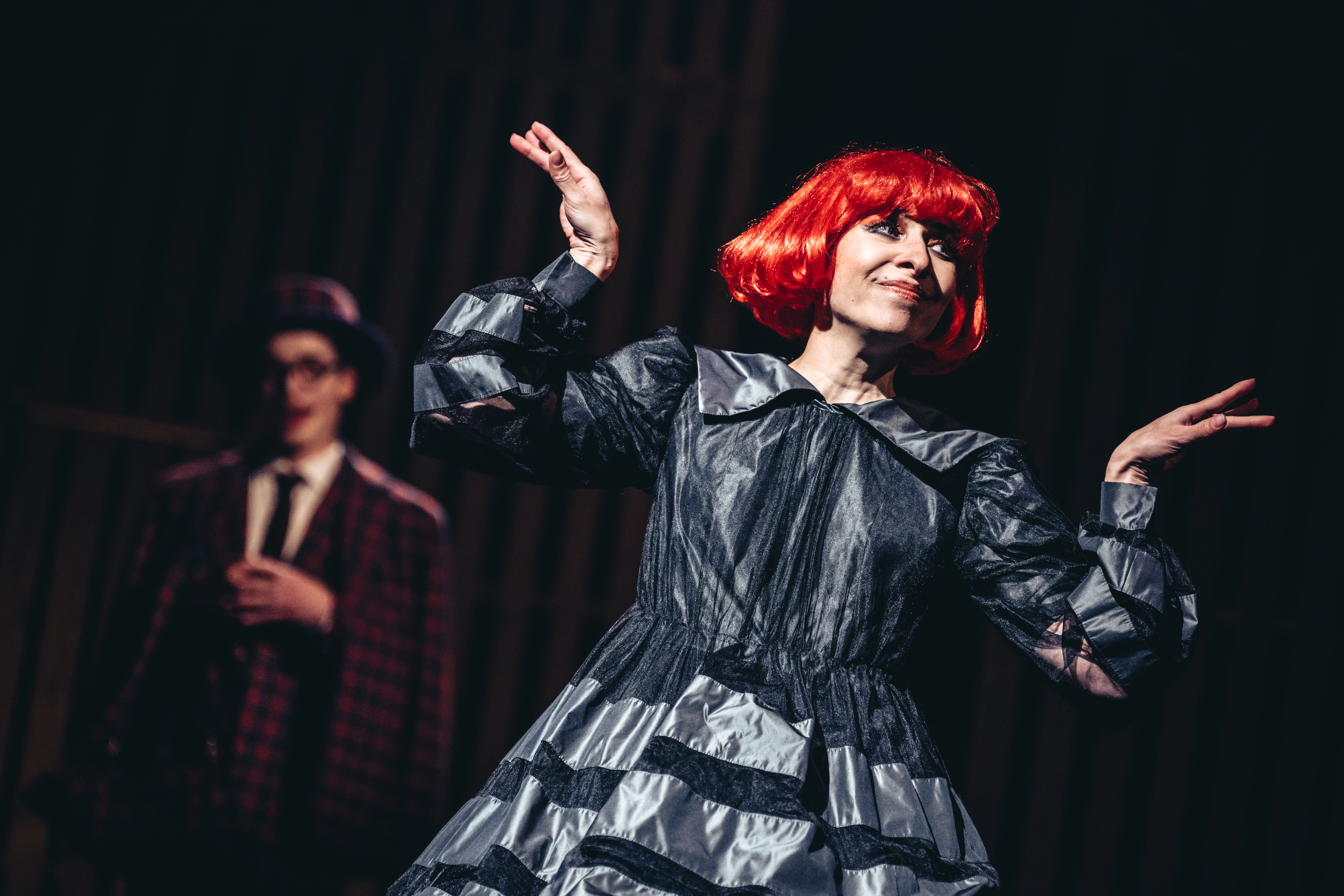
Tereza Bebarová
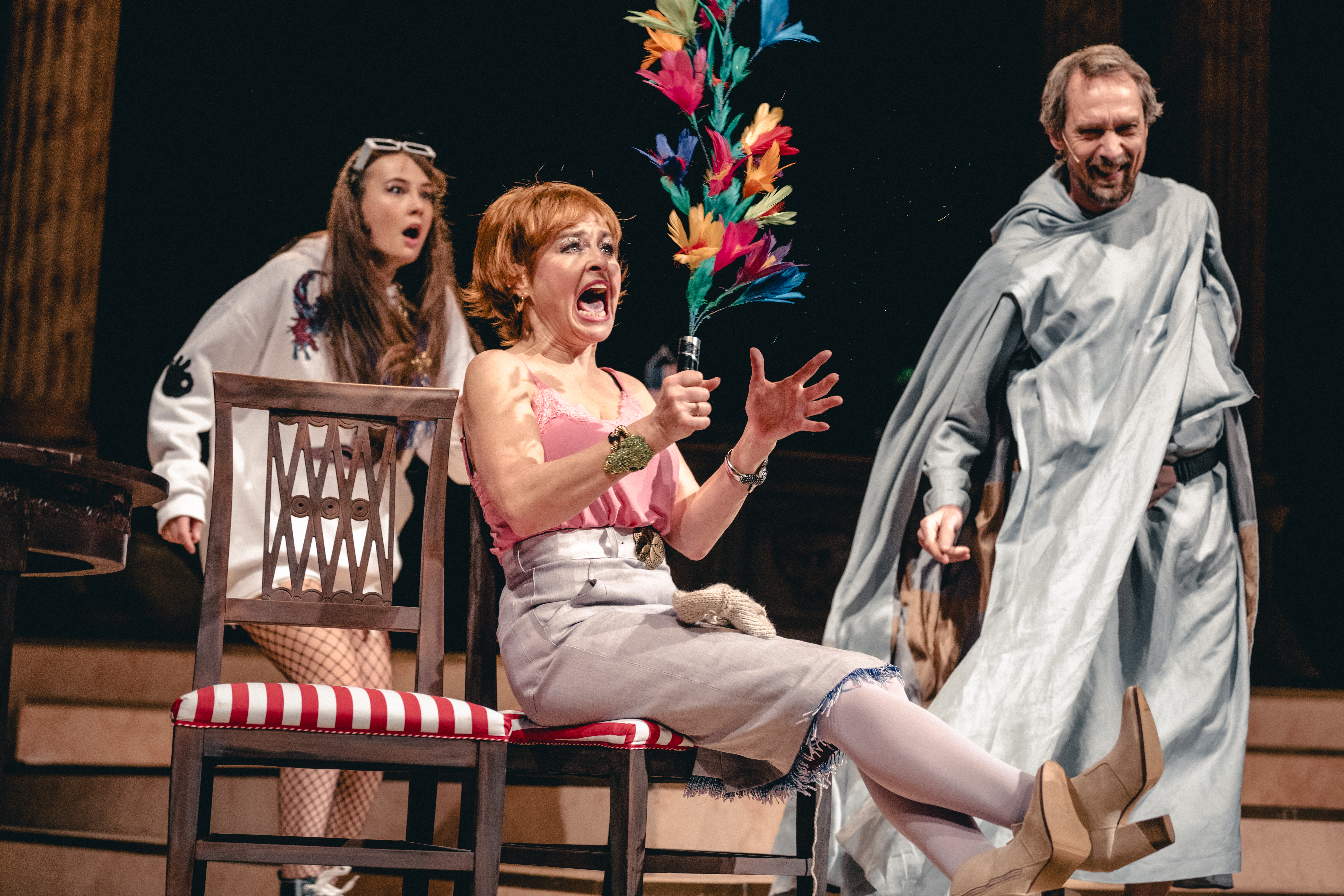
Andrea Černá
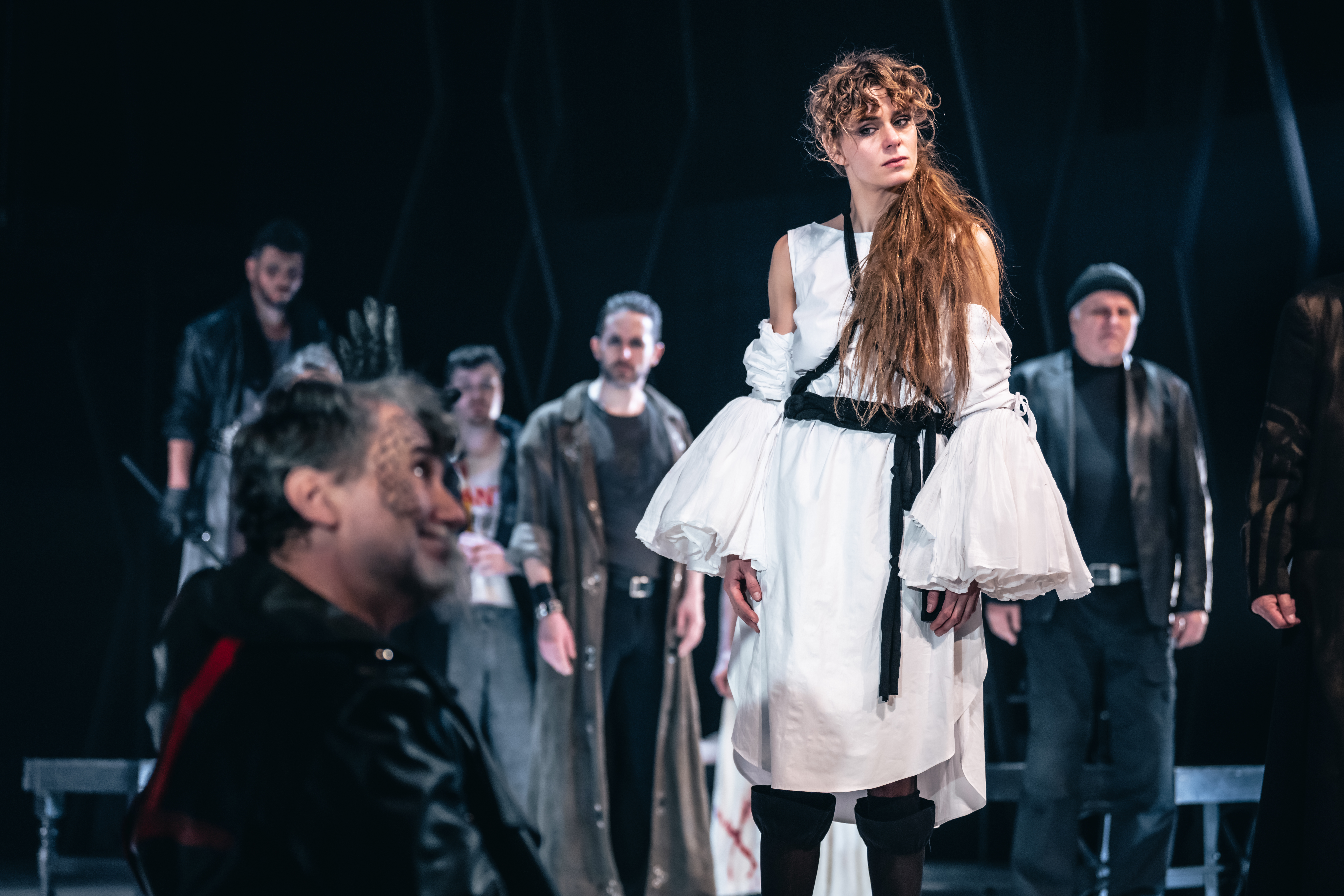
Markéta Děrgelová
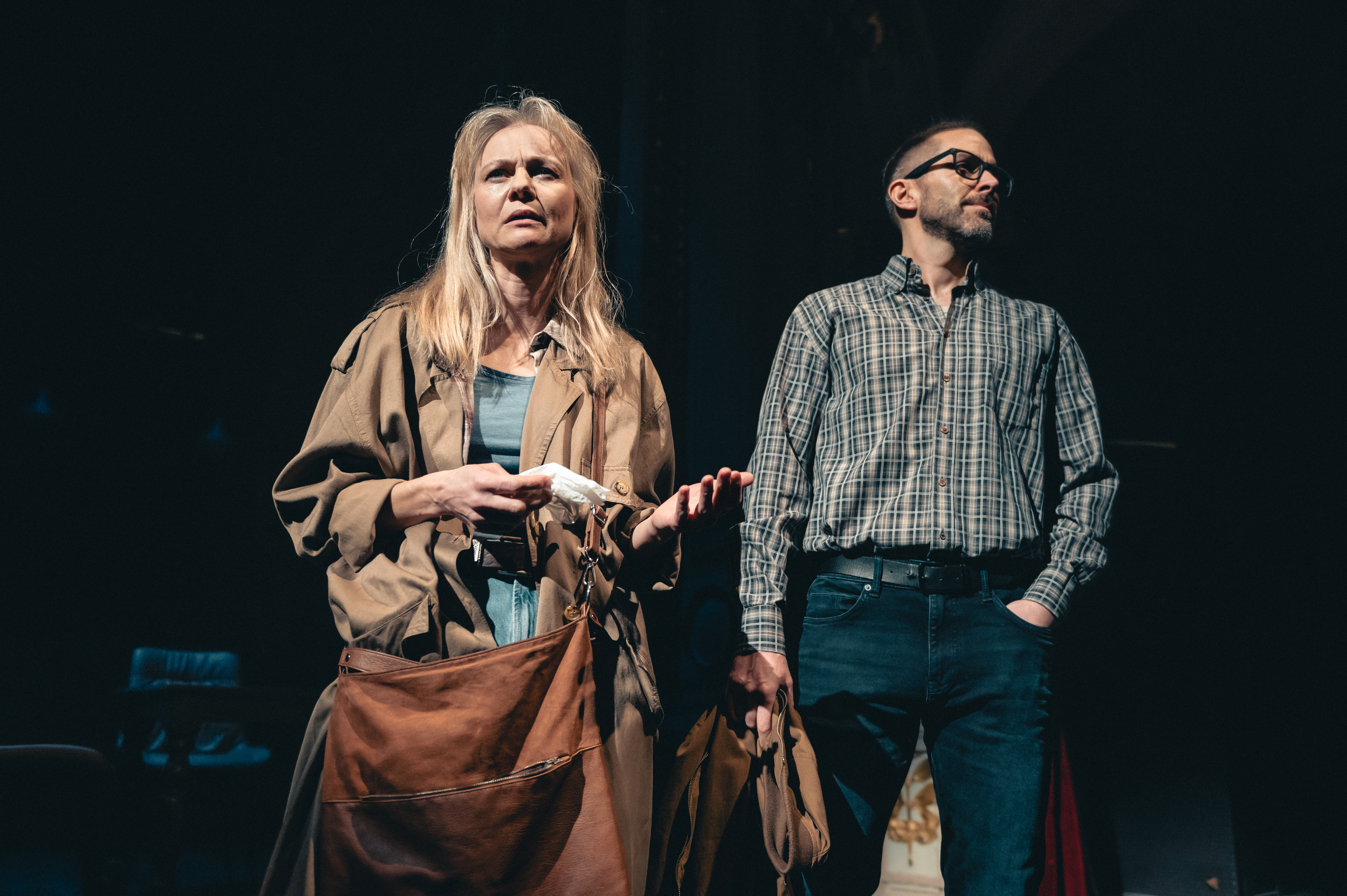
Andrea Elsnerová
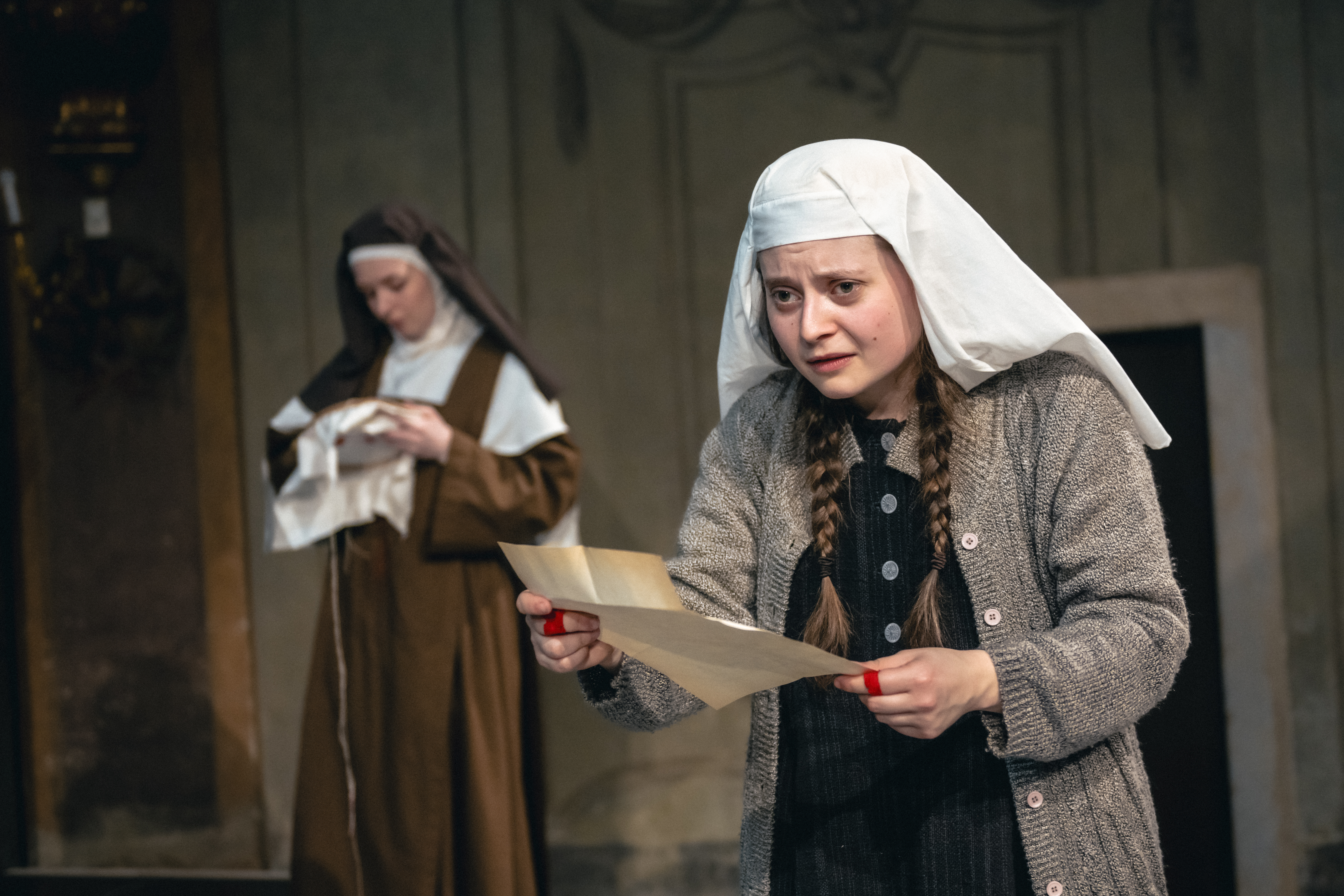
Karolína Knězů
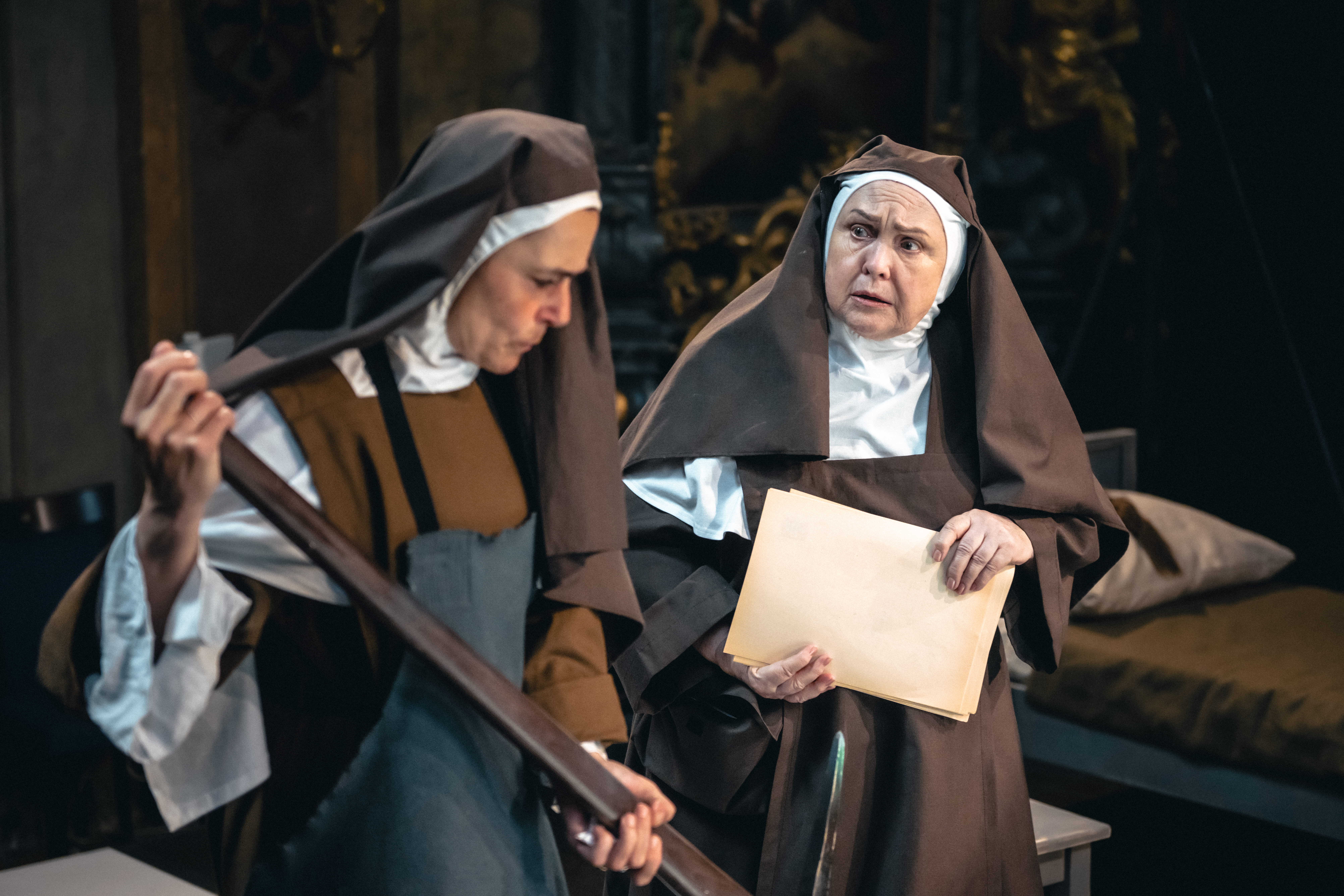
Naďa Konvalinková
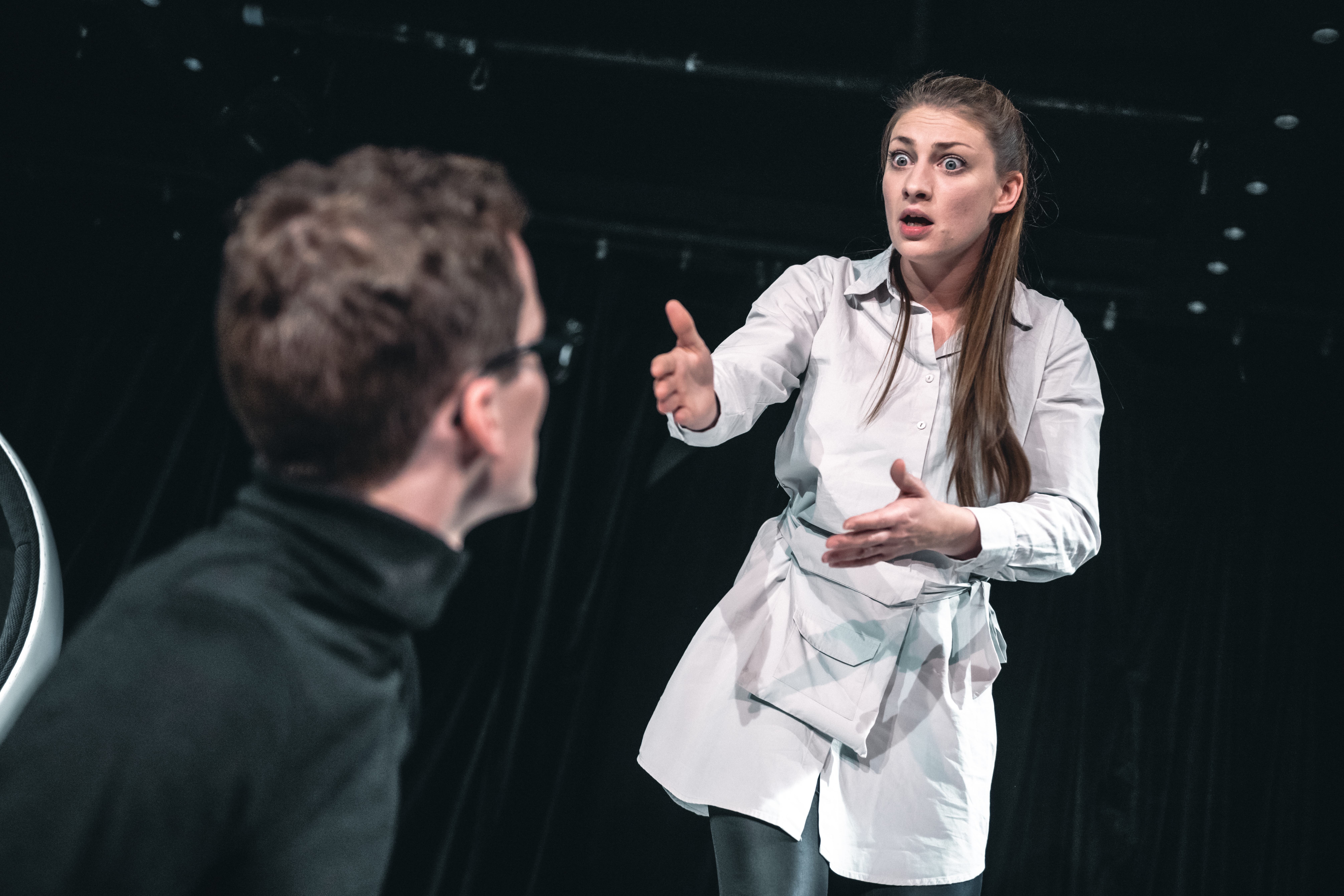
Jana Kotrbatá
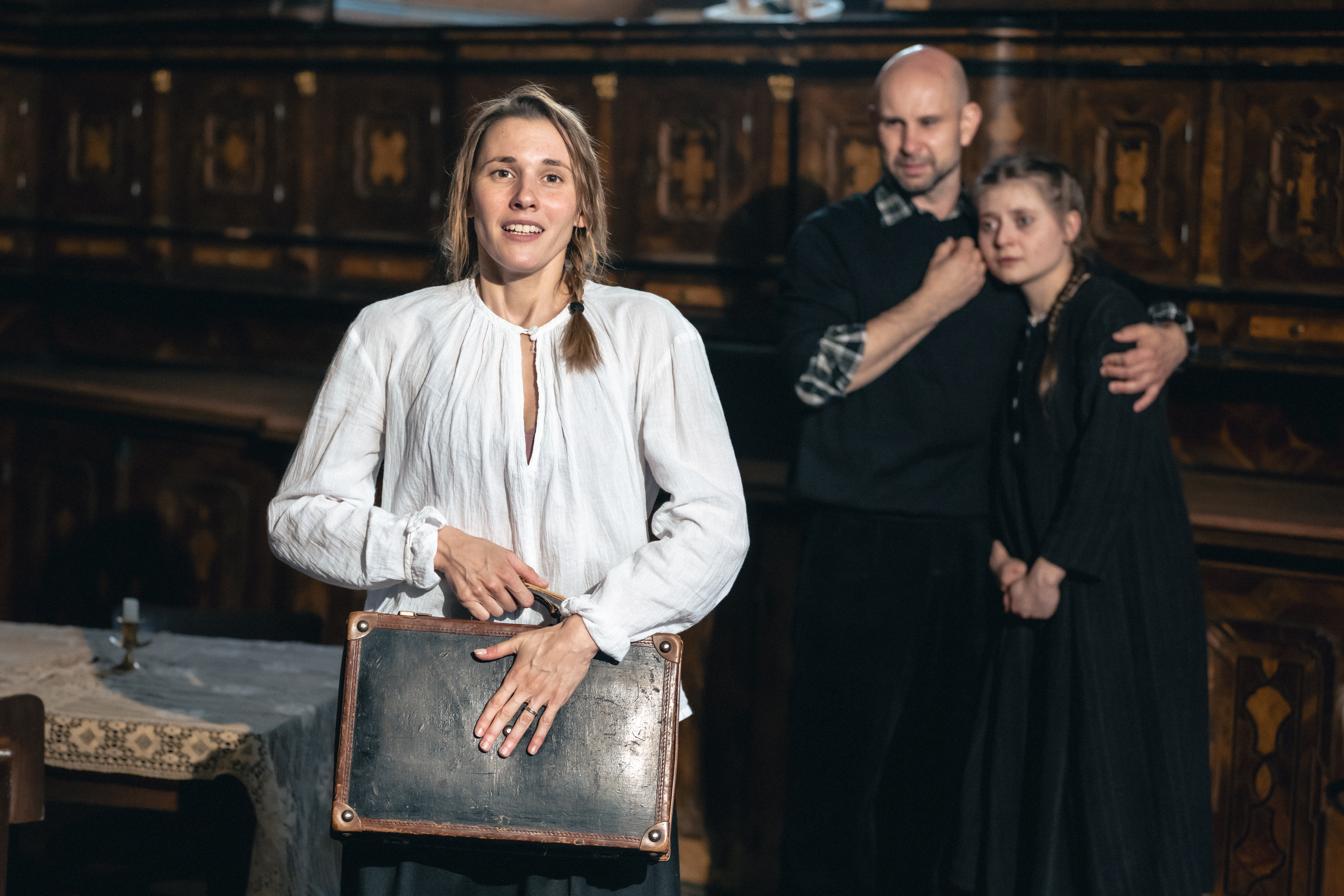
Šárka Krausová
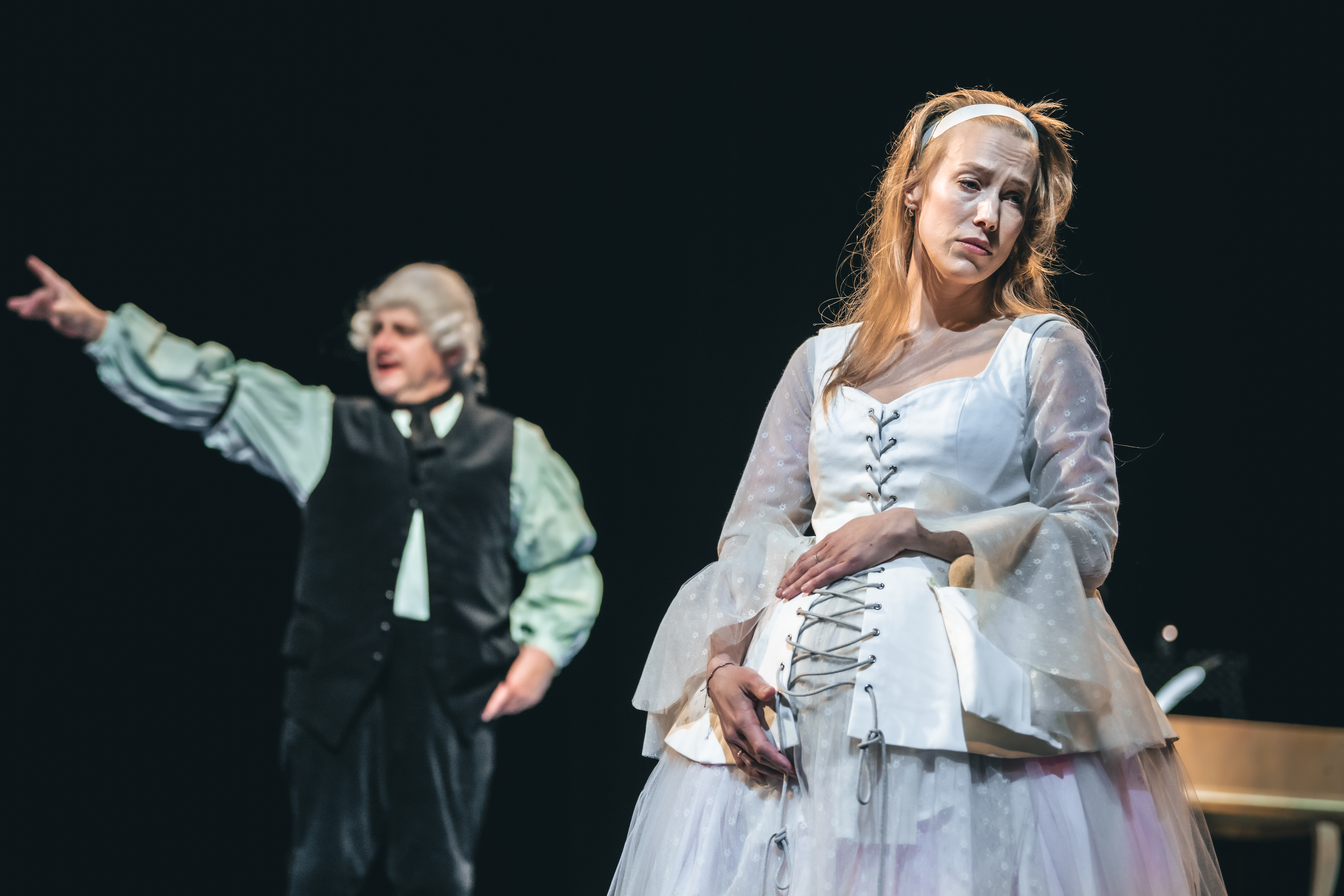
Aneta Krejčíková
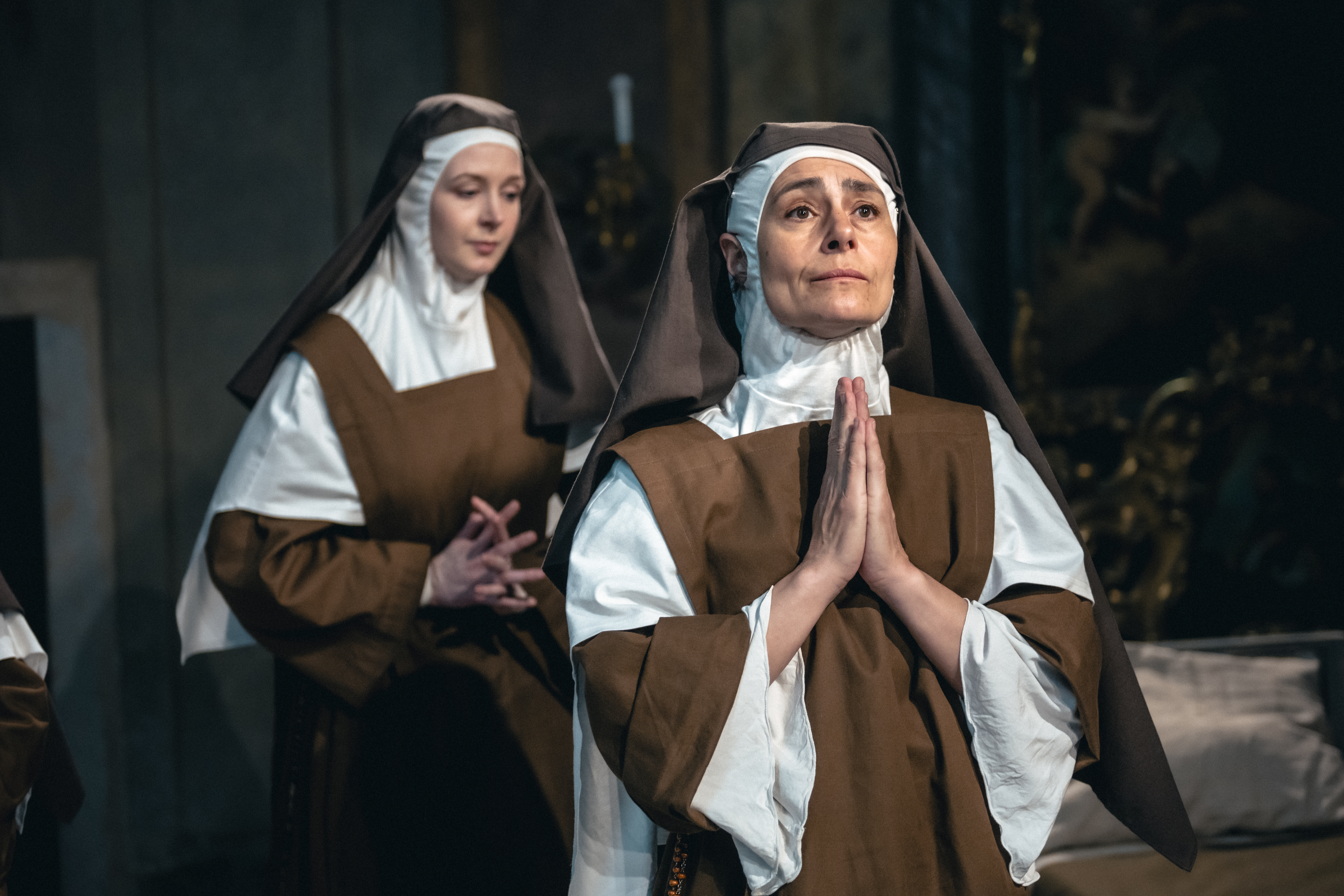
Vendulka Křížová
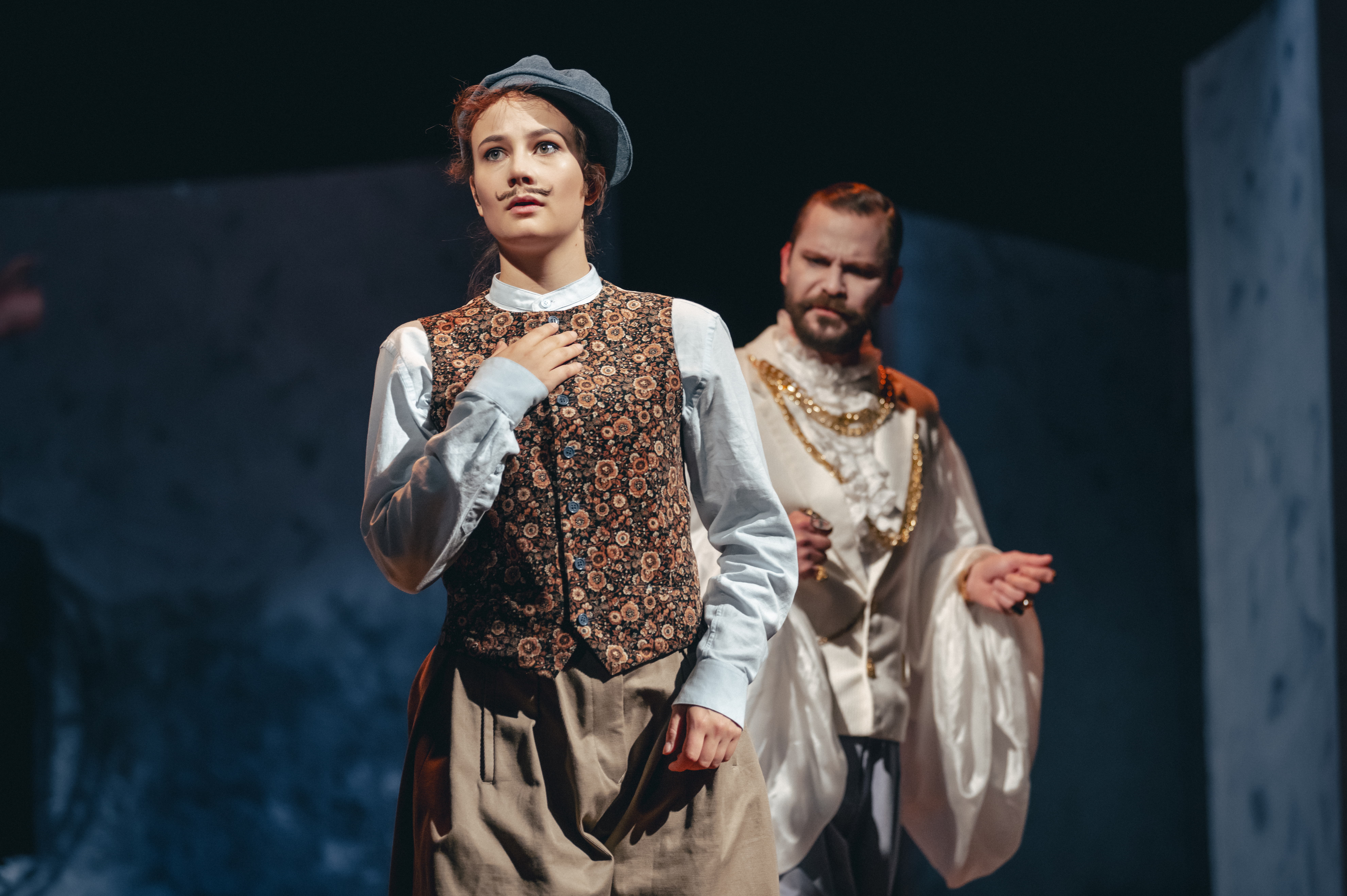
Elizabeth Kateřina McIntosh
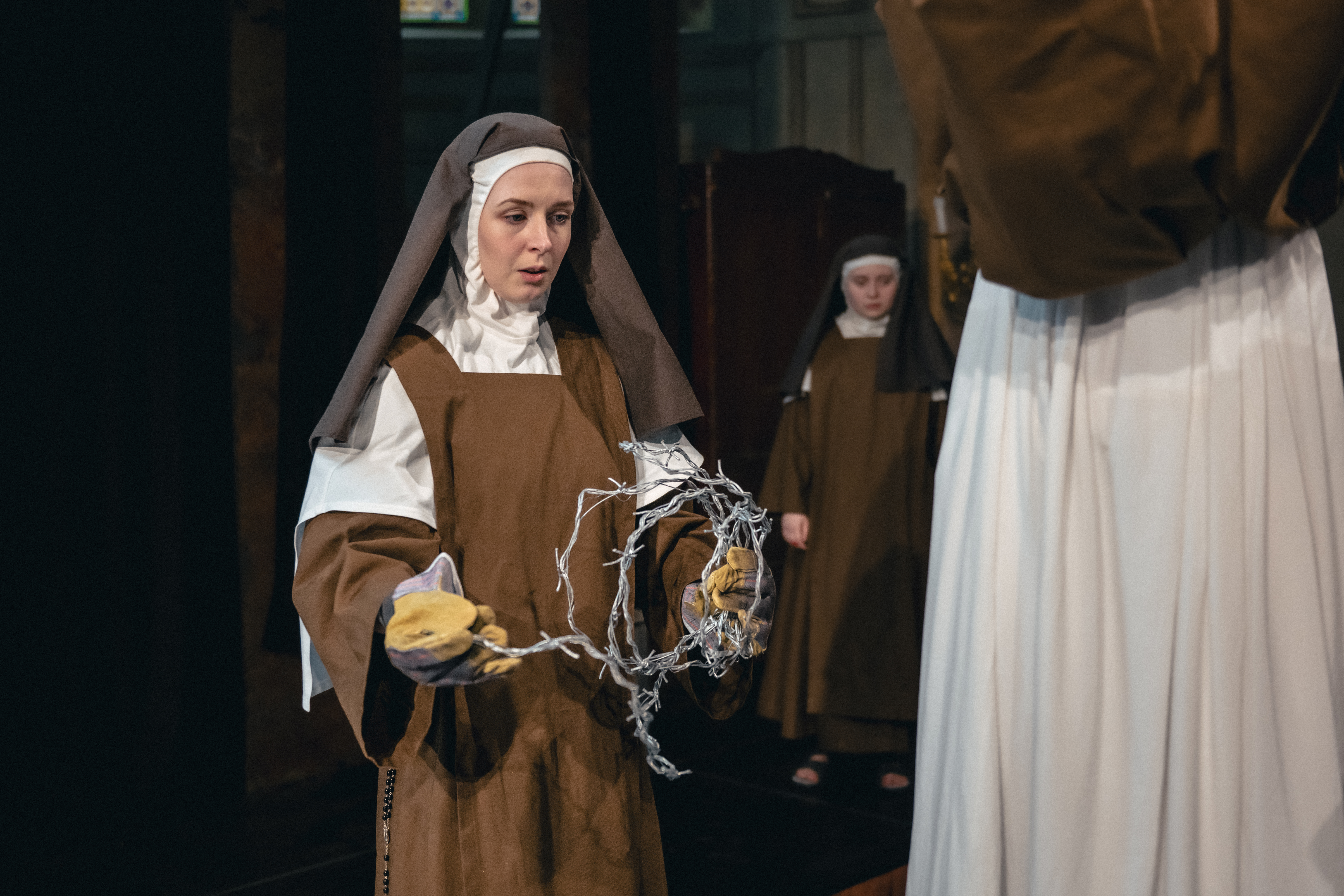
Barbora Poláchová
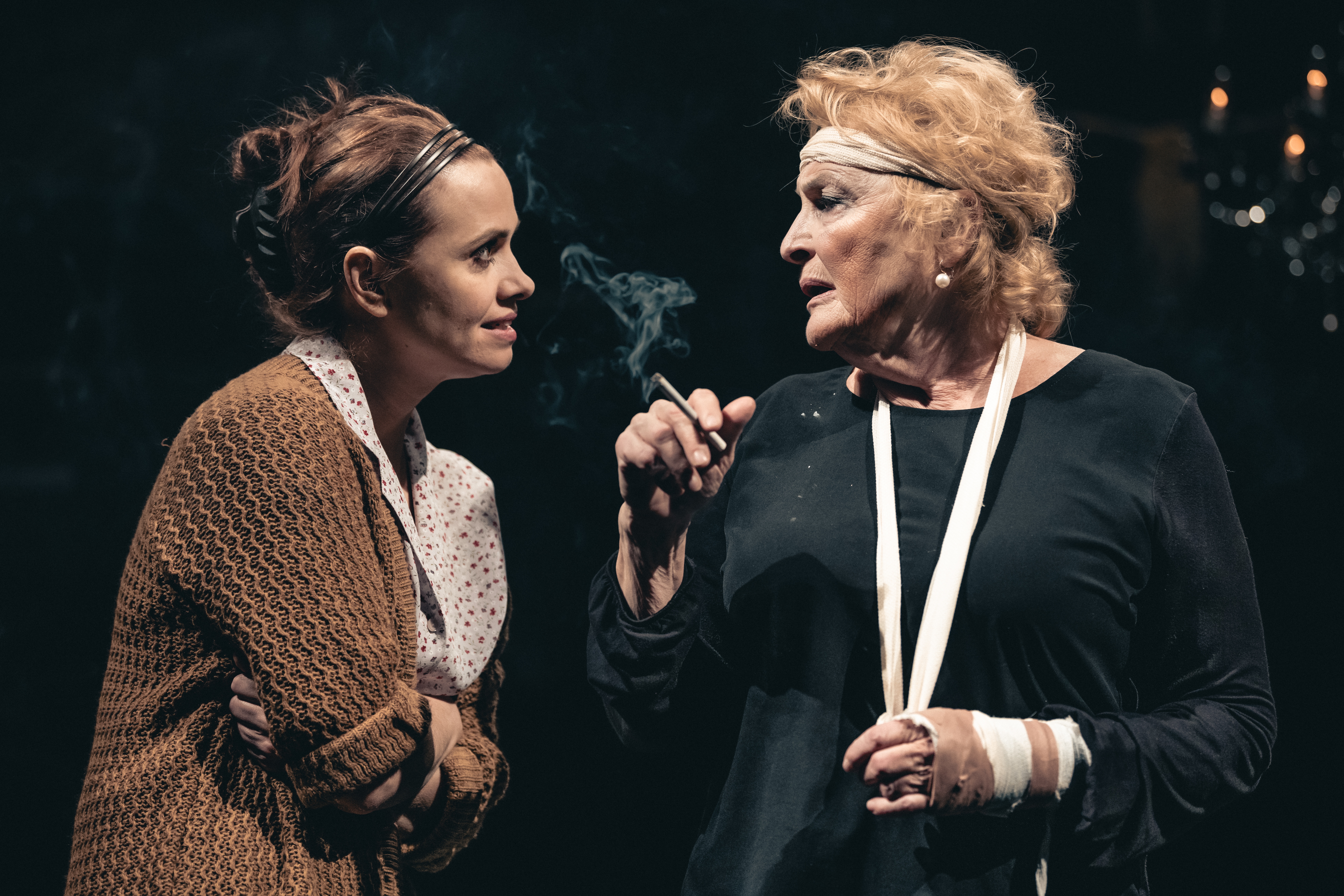
Regina Rázlová
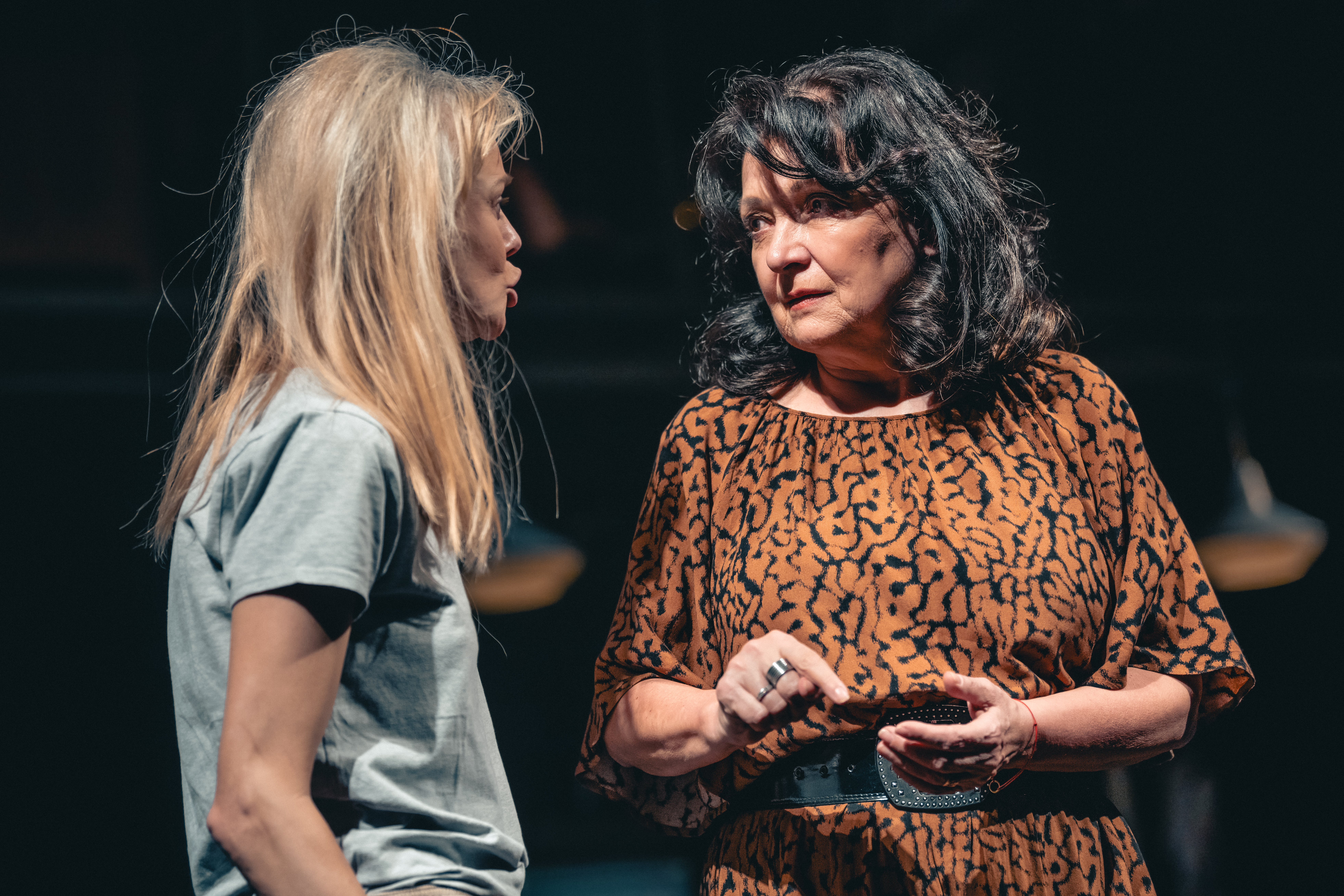
Eva Režnarová
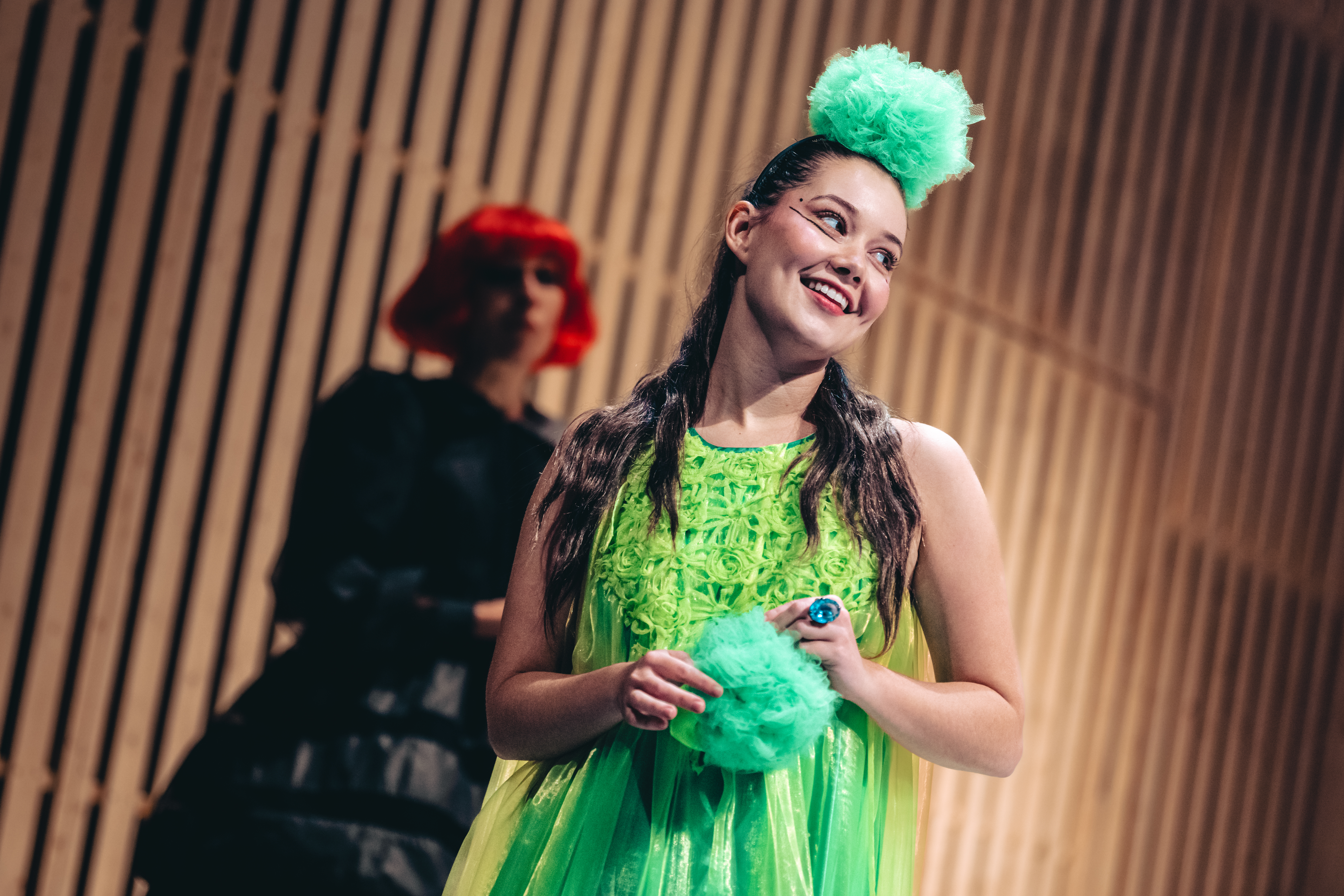
Sabina Rojková
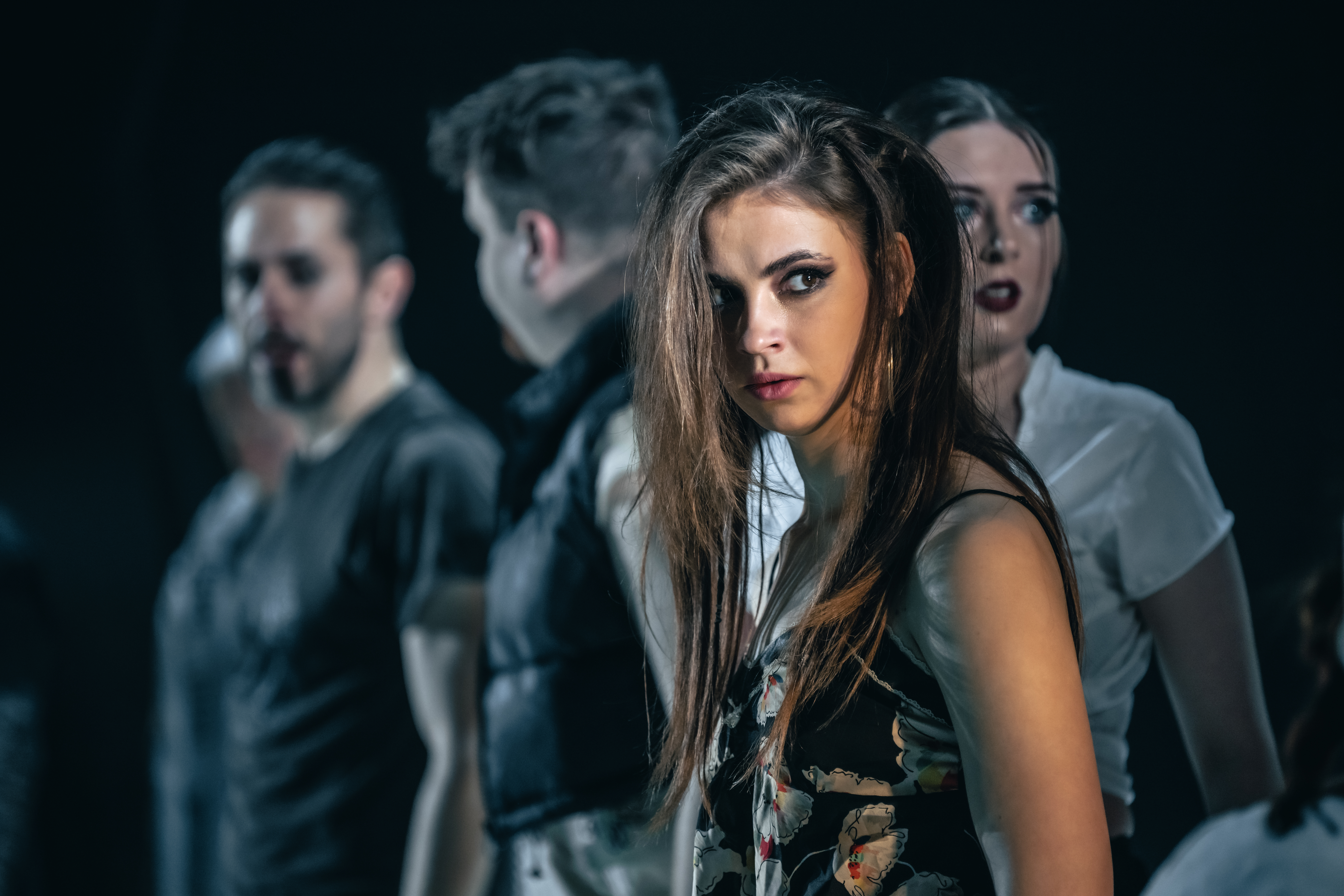
Sára Rychlíková
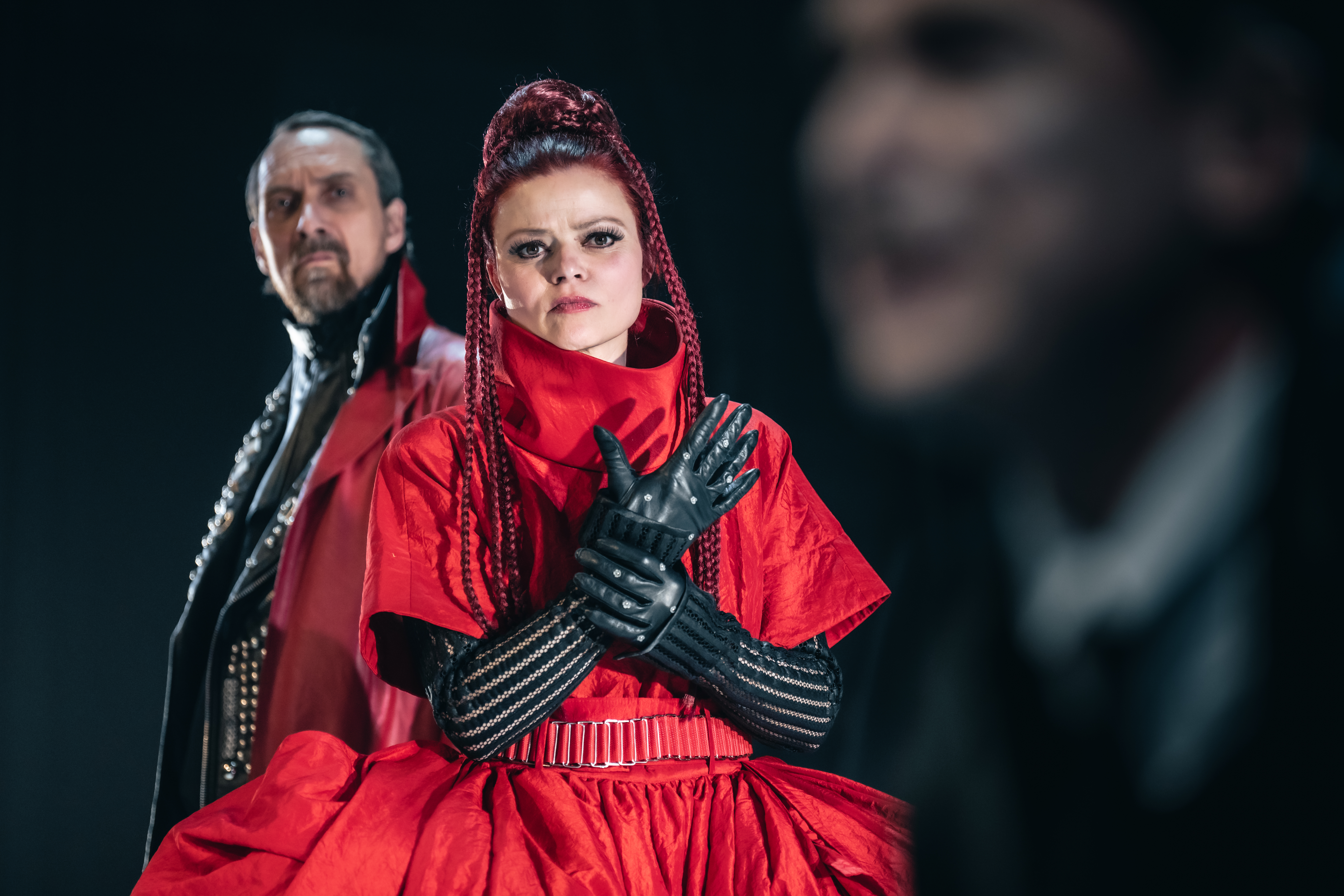
Antonie Talacková
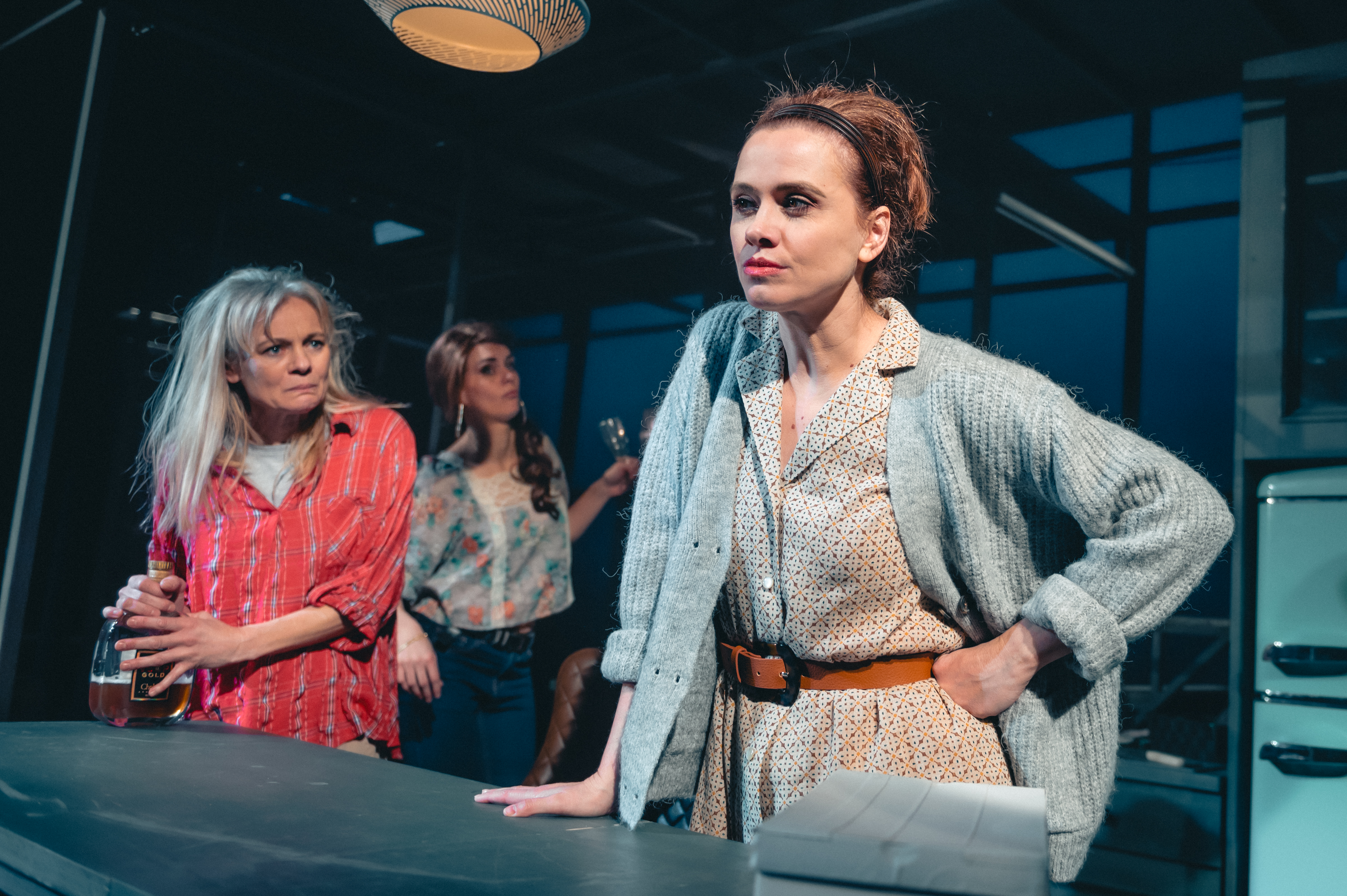
Zuzana Vejvodová